# Club de Fútbol Pachuca
El Club de Fútbol Pachuca es un club de fútbol con sede en la ciudad de Pachuca, Hidalgo, México. Fundado el 1 de noviembre de 1892, es el equipo de fútbol profesional más antiguo de México. Actualmente participa en la Primera División de México en la cual permanece desde 1998, disputando sus encuentros de local en el Estadio Hidalgo. Es el equipo con más escuelas de fútbol en México.
Cuenta en su palmarés con 7 títulos nacionales y 9 internacionales, al ganar en siete ocasiones la liga mexicana, seis veces la Copa de Campeones de la Concacaf, y la Copa Sudamericana en 2006, siendo el único equipo del mundo en ganar un torneo oficial avalado por la FIFA fuera de su confederación de origen. En 2024 conquistó el Derbi de las Américas y la Copa Challenger de la FIFA dentro de la primera edición de la Copa Intercontinental de la FIFA, convirtiéndose en el primer club perteneciente a la Concacaf en ganar un título organizado por la FIFA.
A su vez, es el primer club mexicano en haber participado en cuatro ocasiones en la Copa Mundial de Clubes de la FIFA, firmando su mejor actuación en 2017 al obtener el tercer lugar e igualando hasta entonces la segunda mejor actuación de un equipo de la Concacaf en esta competición.

## Historia

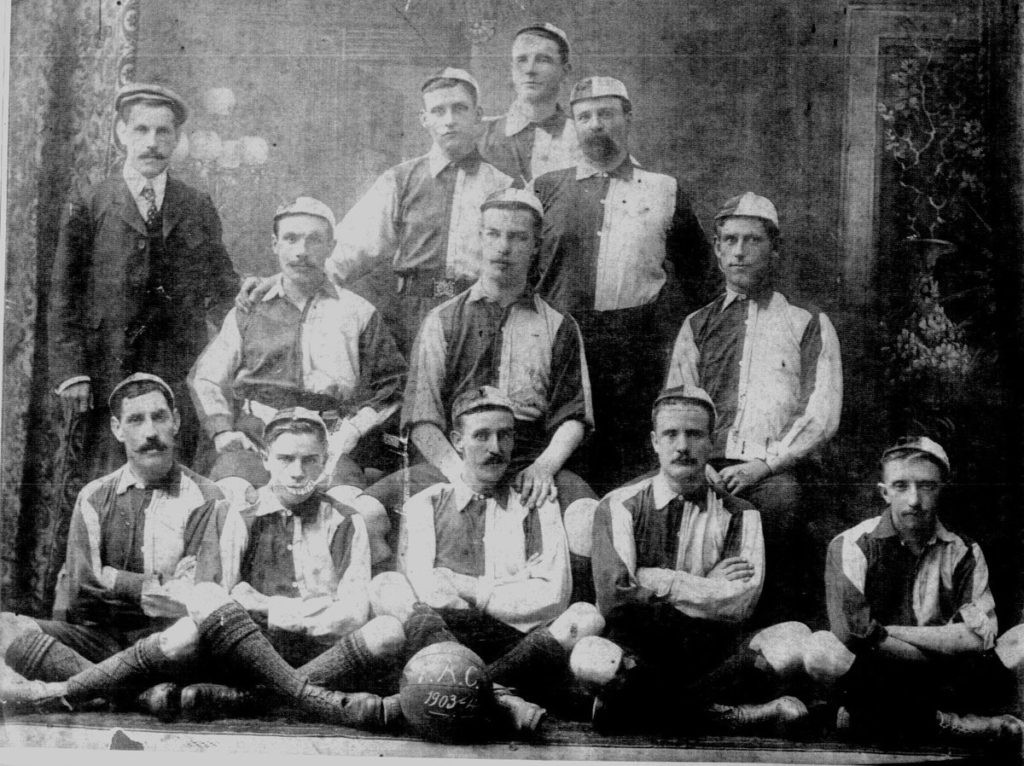
Pachuca Athletic Club en el año 1903.

### Época amateur
El primer club antecedente del actual fue creado por mineros ingleses con el nombre de Pachuca Football Club y existe al menos desde el 1 de noviembre de 1892, ese día se llevó a cabo un partido de fútbol en la "Hacienda de Campo", propiedad de Frank Rule, como parte del programa de la celebración anual del "Benevolent Club" de Pachuca. Entre los jugadores que alinearon ese día se menciona a los señores de apellido Rule, Abraham, Ludlow, Rabling y Rogers.
El día 28 de noviembre de 1895, en una reunión celebrada en la "Hacienda La Luz" de esta ciudad, el Pachuca Football Club se fusionó con el Pachuca Cricket Club y el Velasco Cricket Club para dar creación al Pachuca Athletic Club, donde el fútbol, tenis y otros deportes pudieran ser practicados. La primera directiva del club fue integrada por Frank Rule como presidente, William M. Rule, James Bennets y James Jory como vicepresidentes, Godfrey Vivian como secretario, Francisco H. Rule como tesorero, y el comité administrativo lo conformaron J. Harris, Juan C. Rule, R. Rabling, R. Morshead, C. Rabling y E. Rabling.
El equipo hidalguense y los clubes Orizaba Athletic Club, Reforma Athletic Club, British Club y México Cricket Club se unieron para fundar en 1902 la Liga Mexicana de Football Amateur Association, disputándose el primer torneo en 1902-03 que ganaría el Orizaba Athletic Club. Pachuca ganó su primer título en la temporada 1904-05. Fue también campeón de la Copa Tower en 1907-08 y 1911-12. En 1908 apareció el primer mexicano en el club, David Islas. Para 1915 el equipo era ya integrado en su mayoría por mexicanos, ganando dos títulos más en 1917-18 y 1919-20, dirigidos por Alfred C. Crowle, que a la vez también se desempeñaba como defensa en el equipo. Cabe señalar que fue el equipo que tuvo más participaciones en dicha liga, perdiéndose solo las dos últimas campañas.
Después de 1920, la minera entró en crisis por efectos de la Revolución mexicana, motivo por el cual varios jugadores se trasladaron a la Ciudad de México en busca de oportunidades, entre ellos, Salvador Roldán, Enrique "La Matona" Esquivel, los hermanos Horacio y Alfonso "El Moco" Ortiz, este segundo, campeón goleador de la temporada 1919-20 con 4 goles, y su máximo referente, Alfred C. Crowle, desintegrándose así el club. El equipo reaparece para participar en el Torneo del Centenario 1921 y después en la Copa Covadonga 1922, siendo su última aparición en el amateurismo.
Exactamente pasaron 28 años hasta que con motivo de la creación de la Segunda División de México en 1950 regresa el Pachuca A.C.

### Época profesional
En 1950 fue uno de los siete equipos fundadores de la Segunda División, sin embargo desaparece por segunda ocasión al finalizar la campaña 1951-52. En 1960 con la iniciativa de un grupo de aficionados, y apoyados por el señor Germán Corona del Rosal, fue refundada la actual franquicia del Club de Fútbol Pachuca.
Para la temporada 1966-1967 obtiene el Campeonato de la Segunda División, dirigidos por Ernesto Candía derrotan 2-0 a Ciudad Victoria en Pachuca, con lo cual superó por dos unidades al Laguna y aseguró el liderato general, el título y en consecuencia ascendió a primera división.
En su debut en primera división 1967-68 los hidalguenses se presentan en el Estadio Azteca ante Necaxa con derrota de 3-1, el primer gol para Pachuca fue por obra de Armando Cuervo. Candía dirigió todo el torneo con estos números: 30 jugados, 8 triunfos, 8 empates y 14 derrotas con 37 goles a favor por 52 en contra, para 24 unidades y el lugar 12 de 16 equipos.
En la temporada 1969-70 es Candía reemplazado por Alberto Evaristo como entrenador, este tiene un mal inicio dirigiendo 4 juegos con 1 triunfo y 3 derrotas, así que es cambiado por Luis Órnelas que dirige 5 jornadas, ganado 2 y perdiendo 3, entonces llega el húngaro Jorge Marik formando al mejor Pachuca de aquellos años dirigiendo por 70 juegos consecutivos con 30 triunfos, 15 empates y 25 derrotas.
Luego de la salida de Marik, de nuevo inician los malos resultados para el sustituto Enrique Álvarez Vega en 1970-71, dirigiendo 16 juegos y obteniendo 17 puntos propiciando su salida. Entonces arriba Walter Ormeño sin mucha suerte para dirigir por 11 juegos rescatando 6 puntos, así es reemplazado por tripletas de jugadores como entrenadores la primera dirige 2 juegos y fue conformada por Blanco, ”Tepo” Rodríguez y Francisco Moacyr Santos la segunda por Moacyr, Eduardo Corona y Jesús Zarate esta última dirigió 5 fechas consiguiendo 4 puntos, salvando al equipo en la liguilla por el no descenso contra Atlas donde empataron los dos primeros encuentros 2-2 la ida y 1-1 la vuelta; entonces se debió jugar un duelo más del desempate en el Estadio Nou Camp de León el 3 de agosto de 1971, ganando los tuzos 2-0, con goles de José Madrigal y Cesáreo Costa.
Para 1971-72 la directiva contrata a Carlos Miloc como DT, teniendo una buena temporada con lo poco de talento que había, dirigiendo todo el torneo con 34 juegos, 10 triunfos, 13 empates, 11 derrotas, para 33 puntos que lo alejaron de las liguillas por el no descenso.
En 1972-1973 viene una desmejora y con tres técnicos primero Renato Rufo, Hugo Cheix y finalmente Jesús del Muro no pueden hacer nada por impedir el descenso consiguiendo estos números: 34 juegos, 9 triunfos, 6 empates, 19 derrotas, 40 goles a favor por 68 en contra para 24 puntos quedando en último lugar, entonces enfrentó la liguilla por el no descenso junto a Laguna, Torreón y Zacatepec, los Tuzos no pudieron ganar ninguno de los 4 juegos, primero Torreón lo derrota 3-1 global, (0-0 la ida y 3-1 la vuelta) así ante Zacatepec enfrentó la final con ambos duelos en el estadio Azteca perdiendo 1-0 global, así el 23 de junio de 1973 descienden a Segunda División oficialmente.

### Segundo y tercer ascenso
Luego del descenso tuvo pocas campañas fructíferas, pero iniciando los 80’s se conformó como un club importante. Así llegó hasta la final de la campaña 1984-1985 como líder general, pero su rival el Irapuato lo derrotó en el mismo estadio Revolución 2-1 (con global de 2-4), los hidalguenses se quedaron en Segunda. Al siguiente año, Pachuca nuevamente llegaría hasta la final contra Cobras de Querétaro, pierde el primer juego en La Corregidora 1-0; en la vuelta los tuzos ganaban pero el árbitro Antonio R. Márquez señalo penal polémico a favor de las Cobras que marcaron para aventajar 2-1, los Tuzos no pudieron empatar; el juego finalizó con la derrota, lo que enfureció la afición local que ocasiono disturbios en las afueras del estadio y en zonas aledañas, además fueron agredidos futbolistas de Cobras, ante lo que consideraron un robo.
Nuevamente en 1990-91 llegarían hasta la final contra Atlante; empatando el juego de ida 2-2, el de vuelta 0-0 y el tercer juego disputado en el Estadio Cuauhtémoc de Puebla el 17 de junio, 0-0, los Tuzos caerían en penales 9-8, Tejeda fallo en la última tanda y Félix Fernández anotó para que los "potros" regresaran inmediatamente a la máxima división, cabe destacar que se cobraron 22 penales.
El siguiente logró llegó hasta la temporada 1991-92 bajo la dirección técnica de Benjamín Fal, consiguen 41 puntos y accede hasta la final contra Zacatepec donde luego de un empate global de 2-2 (2-1 la ida y 1-0 la vuelta) con gol de Efrén Meza en la ida y del gato Sandoval en la vuelta, se disputaron los penales ganando Pachuca 11-10 en el estadio Revolución así después de 19 años regresaba a primera división. El penal definitivo fue anotado por Manuel Padilla y Rolando Soto detuvo el tiro penal de Víctor Ríos.
En 1992-1993 tuvo un desafortunado regreso descendiendo el mismo torneo con estos resultados, 38 juegos, 10 triunfos, 7 empates y 21 derrotas para 27 puntos y el último lugar del torneo, esta temporada inauguraron el estadio Hidalgo en un encuentro de la fecha 24 ante Pumas con derrota de 2-0. Ya en Primera división A, en 1993-94 califica con 40 puntos pero es eliminado en cuartos.
En 1994-1995 consigue el súper liderato con 46 puntos producto de 18 triunfos, 10 empates y 10 derrotas, y una ofensiva destacada de 58 goles, llegan hasta la final contra los Toros del Atlético Celaya, quienes vencen al equipo hidalguense 1-0 con anotación de Amarildo Soarez en tiempo extra en el estadio Hidalgo. En la temporada 1995-1996 de nueva cuenta logra ser líder general con estos números: 19 triunfos, 8 empates, 11 derrotas, 70 goles a favor por 45 en contra para 65 puntos, con sus figuras Lorenzo Sáez; líder goleador con 30 tantos y el medio creativo Hernán Medford vapulean a sus rivales de cuartos y semifinal así arriban contra Gallos Blancos de Hermosillo a quienes derrotan 4-2 global, ganando ambos cotejos por 2-1 así regresa a primera división el 26 de mayo de 1996.

### Torneos Cortos
Para el Torneo Invierno 1996 debutó ante Necaxa con un 2-2 y la única victoria importante se dio cuando derrotó 2-1 en la capital a Cruz Azul, tiene un mal torneo consiguiendo 15 puntos, aun así figura Lorenzo Sáez que se quedó a 2 goles de Carlos Muñoz campeón de goleo individual. Para el Torneo Verano 1997 se refuerza con el defensa Guillermo Rivarola y José Luis Villareal sin embargo no llegan los resultados para evitar el descenso, así es destituido José Yudicca y entra Andrés Fassi para la fecha 9 consiguiendo un dramático empate ante Morelia entonces rivales directos en el descenso, no se mejora y con una derrota ante Atlético Celaya de 3-2 el 20 de abril en el Hidalgo se consuma su descenso. Pachuca se despide de primera con un triunfo ante Veracruz por 3-2 el 4 de mayo de 1997. Al final del torneo Lorenzo Sáez se proclama campeón de goleo individual con 12 anotaciones y lo comparte con Gabriel Caballero de Santos.
En el Invierno 1997, ya de nuevo en el circuito de ascenso, Andrés Fassi guía al equipo al título luego de un buen torneo consiguiendo el segundo lugar general con 35 puntos, llegando hasta la final contra la Real Sociedad de Zacatecas venciéndolo 2-1, el 6 de diciembre, Para el Verano 1998 tiene otro paso importante calificando con 31 puntos como séptimo lugar queda eliminado en cuartos por San Luis, ya en la final de ascenso enfrenta a Tigrillos de la UANL derrotándolos 3-2 en el estadio Hidalgo para ascender por cuarta ocasión en su historia.
En el Torneo Invierno 1998, Pachuca arranca con un triunfo de 3-1 contra Tigres en el Hidalgo pero luego cae en una mala racha entonces destituyen a Andrés Fassi y presentan a Javier Aguirre que debuta el 11 de septiembre con un emotivo empate a 3 goles contra América en el estadio Azteca, a final consigue 12 puntos. Algunos jugadores de este equipo fueron: Alejandro Glaría, Gabriel Caballero, Marco Antonio De Almeida, Jafet Soto, Guillermo Vázquez, Nicolás Navarro Castro, Gerardo Mascareño, Daniel Guzmán, Efraín Herrera (que se retiró en la fecha 8 previo a enfrentar a Toros Neza) y Cesáreo Victorino.
Para el Verano 1999 se reforzó con jugadores como Pablo Hernán Gómez que aporto talento, Manuel Vidrio, Marcelino Bernal y Guillermo Rivarola. La misión era eludir el descenso donde el equipo Hidalguense era favorito para caer y libró esta batalla contra otros equipos como Celaya, Monterrey y Puebla que descendió al final, en la temporada Pachuca aseguro su estancia al empatar 0-0 contra Atlante en la jornada 16 en el estadio Azteca donde un peculiar fenómeno se dio con más de 25 mil hidalguenses presentes que animaron al Pachuca que fungió como local administrativo pues Atlante no generaba entradas de esa índole. En la última fecha derrota a Santos 1-0 pero no alcanza la liguilla al ubicarse en 9 lugar con 24 puntos, esta temporada fue la primera que termina con más triunfos que derrotas, los números fueron 17 juegos, 6 triunfos, 6 empates, 5 derrotas, el mejor goleador fue Alejandro Glaría con 9.

### Época dorada

#### Primer título
En el Torneo Invierno 1999, Javier Aguirre continúo en Pachuca contratando a elementos como Alfonso Sosa, Benjamin Galindo, el portero argentino Ignacio González, el defensor Pablo Hernández Roetti. Con un juego equilibrado y precavido se realizó un torneo aceptable de 26 puntos ubicado en séptimo lugar, accedió a su primera liguilla en la historia contra Monarcas Morelia en la reclasificación perdiendo el de ida 4-2, los dos goles de Pablo Gómez, Para el de vuelta el estadio Hidalgo lució lleno esperando avanzar, Caballero marco el primero de dos al minuto 8, Morelia decide defenderse y entonces el gol no llegaba, pero agónicamente en tiempo de compensación Marcelino Bernal conecta un envió de tiro de esquina para empatar el global 4-4 y acceder a cuartos de final. El rival siguiente fue Toluca, en la ida Pachuca sale con mínima ventaja de 1-0 con gol de Marcelino Bernal, en la vuelta Pachuca salía como víctima del Toluca que era el campeón defensor, pero los de Hidalgo sorprendieron a los rojos y les ganaban 2-0 con anotaciones de Pablo Hernán, aunque a 5 minutos del final bajaron la guardia y los Mexiquenses les empataron con goles de José Manuel Abundis y Carlos María Morales, aunque ya no les alcanzó el tiempo para eliminarlos. En las semifinales derrotó a Atlas "Súper líder" del certamen. En el juego de ida Pachuca toma ventaja de 2-0 con anotaciones de Pablo Gómez que tuvo una buena noche, en la vuelta en el estadio Jalisco Atlas solo pudo anotar uno y no le alcanzó para eliminar a los de Hidalgo.
En la final Pachuca como sorpresa del torneo, se midió contra Cruz Azul, en la ida disputada el jueves 16 de diciembre, igualaron 2-2, goles de Julio César Pinheiro y Pedro Resendiz por los visitantes, Pachuca empató y aventajó con goles de Alejandro Glaría al 22’ y 40’. En la vuelta en el estadio Azul, el domingo 19 de diciembre por la noche, Javier Aguirre decide ser precavido y no concedió mayores ventajas a los Azules que fueron quienes dominaron todo el encuentro, así con un 0-0 llegó la serie de tiempo extra, transcurrían 3 minutos, Óscar Pérez despeja,  Alberto Rodríguez recupera y da el pase a Marco Garcés que con la defensa azul desubicada envía el centro que no corta a tiempo Omar Rodríguez y Alejandro Glaría que estaba solo alcanza a rematar con la entrepierna para lograr el gol del título, así Pachuca se coronó campeón por primera vez en su historia en la Primera División Profesional con marcador global de 3-2.Alineaciones:
Pachuca vs Cruz Azul
| ida; 16 de diciembre - 20:00 - Azteca 7 | Pachuca        | 2:2 (2:1) | Cruz Azul                   | Estadio Hidalgo, Pachuca, Hgo                               |                                                             |
|                                         | Glaría 23' 41' |           | Pinheiro 22' · Reséndiz 90' | Asistencia: 25,000 espectadores Árbitro(s): Antonio Marrufo | Asistencia: 25,000 espectadores Árbitro(s): Antonio Marrufo |

| vuelta; 19 de diciembre - 20:00 - Azteca 13 | Cruz Azul | 0:1 (0:0, 0:0) | Pachuca    | Estadio Azul, México, DF                                      |                                                               |
|                                             |           |                | Glaría 93' | Asistencia: 36,000 espectadores Árbitro(s): Felipe Ramos Rizo | Asistencia: 36,000 espectadores Árbitro(s): Felipe Ramos Rizo |

| I. González Rodríguez Hernández Roetti Vidrio Valdez Caballero Sosa Bernal Victorino Gómez Glaría |

|  |

En el Torneo Verano 2000; Benjamín Galindo sale del equipo ante la falta de juego, Pachuca inicio irregular al perder contra Monterrey donde se suscita un problema entre Ignacio González y un recoge balones, luego de un mal torneo se obtienen 17 puntos y no califica convirtiéndose en el tercer equipo en la historia del fútbol mexicano en no calificar como campeón defensor.
En el Torneo Invierno 2000, Pachuca ya superando el mal torneo anterior se refuerza con hombres como Francisco Gabriel de Anda, Pedro Pineda, Miguel Calero, el brasileño José Simval; mejoro sus números ubicándose en ese momento en cuarto lugar de 18 equipos con 28 puntos producto de 8 triunfos, 4 empates y 5 derrotas, con 24 goles a favor por 18 en contra, accedió a la liguilla donde encontró a Morelia una vez más y fueron eliminados al empatar 0-0 el de ida y caer de locales 1-2 con anotaciones de Carlos Pavón que salió lesionado, al final del encuentro varios aficionados locales furiosos arremetieron contra los árbitros agrediéndolos, por lo que la comisión disciplinaria veto con un juego el estadio Hidalgo.
En el Torneo Verano 2001, Pachuca se refuerza con jugadores como Omar Arellano y el paraguayo Francisco Ferreira. En la Jornada 1 se inició con un triunfo de 3-5 ante el Toluca como visitante. También se inicia con la novedad de enfrentar su primer torneo internacional en la copa de Concacaf pero tiene un papel lamentable y es eliminado en las rondas previas por Olimpia  3-1, debido a estos compromisos de inicio de año pospone su juego contra Monterrey de la fecha 3 y adelantó su encuentro de la fecha 2 contra Necaxa empatando 1-1 con gol de Pablo Hernán Gómez, en el estadio de Jasso, Hidalgo debido al juego de veto que pagó el Hidalgo después del juego de cuartos contra Morelia. En la fecha 4 derrota 2-0 a Irapuato donde Pablo Hernán Gómez vive su último juego pues un día después falleció inesperadamente al accidentarse volcándose en su auto por exceso de velocidad. La tragedia que tocó al grupo de jugadores, vivió una semana muy difícil en lo anímico, pero el siguiente juego venció a Guadalajara de visita 2-0 dedicando el resultado en la memoria de Gómez, por cierto después de ese juego Pachuca alcanzó el liderato general en 5 juegos pues pospuso el pendiente contra Monterrey; para la fecha 7 de local contra Cruz Azul se hizo una ceremonia previa para retirar el número 20 que portaba Pablo, ya en el juego perdió 3-2 y Manuel Vidrio agredió con artero codazo a Francisco Palencia, luego de este juego cayó en una mala racha, pero vino un repunte inesperado luego de vencer 1-0 al América en el estadio Azul, pues el América tenía ocupado su inmueble y con varios jóvenes alineando por las continuas suspensiones de titulares. Pachuca con todos estos problemas calificó a la liguilla donde eliminó al Monterrey ganando el de ida 4-0 con dos goles de Manuel Vidrio, y empatando 2-2 en el Tecnológico con una destacada actuación de Cesáreo Victorino que demostró que estaba en gran nivel luego que un año atrás Monterrey rechazara contratarlo al argumentar que padecía una lesión grave; en semifinal enfrentó al América el de ida fue un 2-0 con goles de Sergio Santana y Cesáreo Victorino, ya en la vuelta América se puso al frente con gol de Fabián Estay durante todo el juego llovió fuertemente, cuando los locales buscaban el empate Victorino aseguró la final al anotar el empate 1-1 cuando techo con un golazo a Hugo Pineda guardameta Americanista a 3 minutos del final. En la final enfrentó a Santos Laguna quien accedió de la semifinal políticamente al eliminar a Puebla. En la ida del jueves 17 de mayo Pachuca tomó ventaja polémica de 2-1 cuando el árbitro Felipe Ramos Rizo marcó un penalti dudoso a favor del local y luego al compensar anuló un claro gol de Manuel Vidrio en minutos finales. Santos para la vuelta mostró su superioridad venciendo 3-1 a los Hidalguenses con goles de Jared Borgetti, Mariano Trujillo y Robson Luiz, por Pachuca empató momentáneamente a 1 gol por bando Andrés Chitiva así terminaron con el subcampeonato.

#### Segundo título
Una vez concluido el Torneo Verano 2001, Javier Aguirre sale de la organización pues fue nombrado entrenador de la Selección de fútbol de México, su lugar es cubierto por Alfredo Tena para el inicio del  Invierno 2001. Tena pidió de refuerzos al argentino Walter Silvani, el paraguayo Hugo Brizuela, Marco Sánchez y Jaime Correa. En el torneo de invierno inicio con un mal paso por lo que en la fecha 6 era candidato para ser despedido. Este año directivos del club encabezados por Jesús Martínez abren la primera etapa de la Universidad del Fútbol y Ciencias del Deporte, y celebra su centenario en noviembre, donde en la fecha 14, previo al juego contra Guadalajara, se utiliza por única ocasión el primer uniforme alusivo del primer equipo hidalguense, en ese juego ganó 2-0 y le quitó una racha de 14 fechas sin perder al rebaño. Al final mejoran aún más sus números con 32 puntos y el tercer lugar de 19 equipos producto de 9 triunfos, 5 empates y 4 derrotas, 29 goles a favor por 24 en contra. En la liguilla enfrentó al Atlante en cuartos derrotando 3-2 global (1-2 ida y 0-1 vuelta), la semifinal contra Toluca el de ida 2-2 donde previo al juego se homenajeó a Gabriel Caballero y de manos del presidente del club, Jesús Martínez recibió su carta de naturalización como mexicano, en la vuelta en la bombonera los tuzos sorprenden y eliminan con un 4-2 con actuación destacada de Walter Silvani, y llega a su segunda final consecutiva, ahora frente a Tigres de la UANL, la ida fue para Pachuca por 2-0 con goles de Silvani y Santana. En la vuelta primero Pachuca enfrentó un escenario hostil en el estadio Universitario, los locales se fueron al frente con gol de Jesús Olalde al 32’, entonces era cuestión de tiempo para que los Tigres empataran pues dominaron el partido, entonces Silvani que había pasado el juego inadvertido recibió un balón desde la defensa que bajo con el pecho y de bote pronto lo conectó desde el medio campo sorprendiendo a Óscar Dautt para sellar el campeonato empatando el juego 1-1 y poniendo la cifra global de 3-1, Silvani fue el mejor jugador y obtuvo el goleo de esa liguilla con 6 tantos.
Pachuca vs Tigres de la UANL
| ida; 12 de diciembre - 20:30 - Azteca 7 | Pachuca                   | 2:0 (2:0) | Tigres de la UANL | Estadio Hidalgo, Pachuca, Hgo                                 |                                                               |
|                                         | Silvani 23' · Santana 28' |           |                   | Asistencia: 30,000 espectadores Árbitro(s): Armando Archundia | Asistencia: 30,000 espectadores Árbitro(s): Armando Archundia |

| vuelta; 15 de diciembre - 17:00 - Galavisión | Tigres de la UANL | 1:1 (1:0) | Pachuca     | Estadio Universitario (UANL), San Nicolás de los Garza, NL.   |                                                               |
|                                              | Olalde 19'        |           | Silvani 72' | Asistencia: 42,000 espectadores Árbitro(s): Felipe Ramos Rizo | Asistencia: 42,000 espectadores Árbitro(s): Felipe Ramos Rizo |

| Calero Yacuta De Anda Vidrio Rodríguez Caballero Sosa Chitiva Garcés Silvani Santana |

|  |

En el Torneo Verano 2002, Pachuca después de su segundo título reforzó su plantilla con Juan Arango, proveniente de Monterrey, siendo la única. Ya en la temporada inició ganando contra América 3-2 de local; después derrotó a Puebla 2-0, empató 1-1 contra Tigres y venció 3-2 a Tiburones Freseros, por lo que tuvo un excelente inicio, pero luego pierde 3-1 ante Atlas y cae en una mala racha debido a lesiones de Silvani y Calero, que se agudizó después de ganar 2-1 a León de local en la jornada 9, ya solo salvó 5 puntos de 27 posibles, consiguiendo en total 22 puntos, que lo marginaron de la liguilla.
En el Torneo Apertura 2002 continúa Alfredo Tena, contratando elementos como el hondureño Milton “Tyson” Núñez, Martín Boasso, Jaime Ordiales, Ignacio Hierro, Jesús López Meneses y el regreso de José Juan Hernández. Del equipo salió un icono: Manuel Vidrio, al club Osasuna español por propuesta de Aguirre, que tomó el cargo de entrenador. Inició de nuevo contra el campeón América la fecha 1 con derrota de 0-3 e hilvanó 7 jornadas consecutivas sin ganar, hasta que derrotó de visitante 4-2 a San Luis; dos fechas más derrota 2-0 a Necaxa y las últimas 9 fechas solo rescató 5 puntos de 27 posibles, quedándose entonces en el último lugar general con 15 puntos; los delanteros más rentables fueron Juan Arango con 5 goles y Sergio Santana con 6. Entre cosas curiosas esta temporada Miguel Calero marcó un gol (en remate de cabeza con todo y gorra) para salvar un empate a 3 contra Chiapas en la fecha 2, y Walter Silvani que fue el referente del gol un año atrás esta campaña entre lesiones y bajas de juego solo marcó dos veces, motivo por el cual fue dado de baja.

#### Copa de Campeones de la Concacaf 2002
Mientras en el torneo local Pachuca se hundía, disputó mientras tanto la Copa de Campeones de la Concacaf, que representó su segunda participación, y se convirtió en su primer título internacional. En el camino derrotó en octavos de final a Defence Force FC de Trinidad y Tobago por un marcador global de 4-1; en cuartos de final a Earthquakes de San José de Estados Unidos por marcador agregado de 3-1; en semifinales a la Liga Deportiva Alajuelense de Costa Rica por 3-1 agregado, y en la final contra a Monarcas Morelia (serie de un solo partido) en el estadio azul, ganado Pachuca 1-0 con gol del argentino Walter Silvani.
Pachuca vs Monarcas Morelia
| final Concacaf 2002; 18 de agosto - 18:00 - ? | Morelia | 0:1 (0:0) | Pachuca     | Estadio Azul, Ciudad de México                                |                                                               |
|                                               |         |           | Silvani 48' | Asistencia: 15,000 espectadores Árbitro(s): Felipe Ramos Rizo | Asistencia: 15,000 espectadores Árbitro(s): Felipe Ramos Rizo |

| Calero Rodríguez De Anda Meneses Sánchez Pinto Sosa Victorino Chitiva Silvani Santana |

|  |

#### Tercer título
En el Torneo Clausura 2003. Tratando de dejar atrás el último lugar general del apertura, Alfredo Tena fue sustituido por Carlos Leonel Trucco; el boliviano reforzó el equipo con los argentinos Germán Rivarola y los atacantes Víctor Müller y José Manuel Abundis. En la temporada hubo una leve mejoría al concluir con 21 puntos, ubicándose en el lugar 14 de 20 equipos; en la fecha 1 venció 2-1 a América; ganó 4 juegos más y acumuló 7 empates; Juan Arango anotó 7 goles, siendo el mejor, y Müller 6 goles. Al final Carlos Trucco salió del equipo.
En el Torneo Apertura 2003 fue contratado Víctor Manuel Vucetich como entrenador, el equipo reforzó su plantel con el regreso de Octavio Valdez de Toluca, el colombiano John Harold Lozano, Marinho Ledezma de Cruz Azul, el uruguayo Gabriel Alves, regresaron Gabriel Caballero de Atlas, Claudio Da Silva de Colibríes y Manuel Vidrio sin mucha fortuna del Osasuna de España, y la contratación más importante con Adolfo Bautista de Morelia, a quien no le agradó ser adquirido en el draft por Pachuca, pues él esperaba ser contratado por un club más importante y propicio que durante el torneo tuviera escasa actividad. Los "Tuzos" tuvieron un repunte importante con 10 triunfos, 6 empates y 3 derrotas, para conseguir el tercer lugar general y primer lugar del grupo uno con 36 puntos, en liguilla en cuartos de final contra Necaxa con disputado 4-3 global, ganado el de ida 3-1; goles de Manuel Vidrio, Santana y Ledezma; por los rayos anotó Ángel Sosa; el de vuelta Necaxa ganó 2-1 con goles de Braulio Luna, descontando Claudio Da Silva. En semifinal hace frente a Atlante, eliminándolo con cerrado 2-1, 0-0 el de ida y 2-1 en el estadio Hidalgo; goles de Caballero y Claudio Da Silva, por la visita Sebastián González. La final se repitió con pasado aún reciente entre Pachuca y Tigres; en el partido de ida celebrado el 17 de diciembre, Tigres trató de no cometer los mismos errores de la vez pasada, pero un error grave del portero argentino Gustavo Campagnuolo propició el autogol de Hugo Sánchez, causando el 1-0 local; Irênio Soares anotó de tiro libre el empate 1-1 parcial, así Tigres se replegó intentando llevarse el empate; Adolfo Bautista ingresó al campo por Santana, en ese momento no tenía una relación buena con el entrenador, pero al carecer de variantes de gol le dio la confianza; Bautista encontró al minuto 77' un balón rechazado y la conectó como venía, para marcar un golazo y dar la ventaja; Tigres cayó en desesperación, así Bautista después provocó un penal a favor que cobró Francisco Gabriel de Anda aun cuando Bautista pidió cobrarlo, pero Vucetich no le autorizó, así terminó el partido 3-1. La vuelta celebrada el sábado 20 de diciembre en el estadio "Universitario", una vez más con un escenario hostil aún mayor que la vez pasada; el sonido local intentó intimidar a los tuzos; ya en el juego Tigres dominó todo el encuentro y Pachuca solo esperó sin arriesgar, siendo muy precavido, por lo que el tiempo se fue consumiendo y ante la desesperación de los jugadores de Tigres vinieron las agresiones, primero fue expulsado Antonio Sancho al 14’ en una decisión rigorista; ya en la segunda parte, Eduardo Rergis entró fuerte a Claudio Da Silva y se fue al 77’, luego Joel Huiqui de Pachuca al 81’ por agredir a Walter Gaitán y finalmente Irênio Soares que le propinó un cabezazo al rostro a Andrés Chitiva cuando este le reclamó una barrida a destiempo; con todo esto los hidalguenses iniciaron el festejo antes de terminar y recibieron el gol de Andrés Silvera al 94’; el juego terminó y Pachuca ganó su tercer título nacional con global 3-2.
Pachuca vs Tigres de la UANL
| ida; 17 de diciembre - 20:00 - Azteca 7 | Pachuca                                                     | 3:1 (1:0) | Tigres de la UANL | Estadio Hidalgo, Pachuca, Hgo                               |                                                             |
|                                         | Hugo Sánchez 23' (a.g.) · Bautista 77' · De Anda 87' (pen.) |           | Soares 59'        | Asistencia: 30,000 espectadores Árbitro(s): Gilberto Alcalá | Asistencia: 30,000 espectadores Árbitro(s): Gilberto Alcalá |

| vuelta; 20 de diciembre - 19:00 - Galavisión | Tigres de la UANL | 1:0 (0:0) | Pachuca | Estadio Universitario (UANL), San Nicolás de los Garza, NL.         |                                                                     |
|                                              | Silvera 90+1'     |           |         | Asistencia: 42,000 espectadores Árbitro(s): Marco Antonio Rodríguez | Asistencia: 42,000 espectadores Árbitro(s): Marco Antonio Rodríguez |

| Calero Valdez De Anda Vidrio Rodríguez Caballero Correa Chitiva Huiqui Bautista Santana |

|  |

En el Torneo Clausura 2004, con la salida de Adolfo Bautista a Guadalajara, como única novedad, en el torneo evidentemente se desmejoró al conseguir 26 puntos, ubicándose como 8.o lugar; enfrentó a Cruz Azul en reclasificación y perdió ambos duelos 1-2 la ida y 0-2 la vuelta. Al final del torneo Víctor M. Vucetich presentó su renuncia, misma que le fue aceptada.

#### Cuarto título
En el Torneo Clausura 2006, el Pachuca terminó como Superlíder absoluto, siendo el mejor en temporada regular. En la liguilla, en los cuartos de final, enfrentaría a Monarcas Morelia, conjunto que vencería a los "Tuzos" en el partido de ida por 2-1. El Pachuca, en el partido de vuelta, remontó para terminar la eliminatoria con 4-3 en su favor. En semifinales derrotaron a Guadalajara, primero en el partido de ida por 2:1, y en la vuelta caían 3:1 (agregado 4-3), pero al minuto 93 del partido, un centro de Gabriel Caballero permitió al colombiano Aquivaldo Mosquera marcar y poner el 3:2, que igualó el marcador global 4:4, lo cual hizo que Pachuca accediera a su quinta final de Primera División, por tener mejor puntaje en la tabla general.
En la final Pachuca enfrentó a un motivado San Luis que recién se había salvado del descenso. La ida terminó 0-0 en el Estadio Alfonso Lastras. En el partido de vuelta en el Estadio Hidalgo, el Pachuca, con un penal polémico a favor en el segundo tiempo, convertido en gol por parte de Richard Núñez, le dio al Pachuca el 1:0 definitivo y su cuarto título en la historia del club.
Pachuca vs San Luis
| ida; 18 de mayo - 20:30 - Canal 5 | San Luis | 0:0 (0:0) | Pachuca | Estadio Alfonso Lastras, San Luis Potosí, SLP                          |  |
|                                   |          |           |         | Asistencia: 32,000 espectadores Árbitro(s): Jorge Eduardo Gasso Flores |  |

| vuelta; 21 de mayo - 16:00 - Azteca 13 | Pachuca          | 1:0 (0:0) | San Luis | Estadio Hidalgo, Pachuca, Hgo.                                |                                                               |
|                                        | Nuñez 79' (pen.) |           |          | Asistencia: 30,000 espectadores Árbitro(s): Armando Archundia | Asistencia: 30,000 espectadores Árbitro(s): Armando Archundia |

| Calero Mosquera López Salazar Rergis Caballero Correa Chitiva Pinto Núñez Landín |

|  |

#### Copa Sudamericana 2006

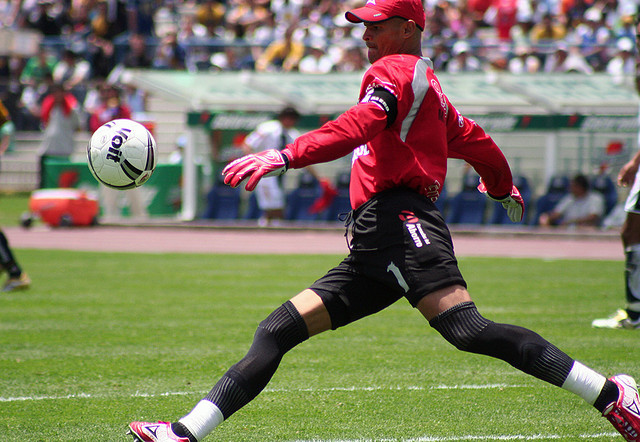
El ya fallecido arquero colombiano Miguel Calero fue clave en la obtención de la Copa Sudamericana 2006 que ganó ante Colo-Colo de Chile.

En el período agosto-diciembre, Pachuca logró otro campeonato internacional, ganando la Copa Sudamericana 2006. Participó por primera vez en este certamen ganándola al primer intento. En la cual primero en los octavos de final enfrentó a Deportes Tolima de Colombia venciendo por 6:3 en el marcador global. En la ida la escuadra hidalguense cayó por marcador de 2:1 y en la vuelta goleó al equipo colombiano por marcador de 5:2. En cuartos de final enfrentó al Lanús de Argentina derrotándolo por marcador agregado de 5:2. En la ida los tuzos vencieron 3:0 a Lanús en Buenos Aires. Para culminar el pase a semifinales Pachuca empató 2:2 en la vuelta. En semifinales vencieron al Atlético Paranaense de Brasil por marcador agregado de 5:1. Para la ida, los tuzos lograron obtener la victoria en Curitibia por marcador de 1:0. Finalmente culminaron el pase a la gran final con un 4:1 contundente. Tras superar a importantes rivales, terminaron llegando así a la final, donde se vieron las caras con el favorito Colo-Colo de Chile. La ida se empató por 1:1, así que el equipo hidalguense tendría que vencer a los chilenos, sin recibir más de dos goles, debido al gol de visitante. En el partido de vuelta en Santiago, los hidalguenses mostraron su buen fútbol. Sin embargo, pronto llegó la anotación de Humberto Suazo para poner al frente a los chilenos. Aun así, los tuzos tuvieron un buen segundo tiempo, donde consiguieron dos anotaciones valiosas para el título, obtenidas por Christian Giménez y Gabriel Caballero. El marcador agregado fue de 3:2 para los mexicanos, que en el histórico Estadio Nacional, celebraron el primer título que consigue un equipo mexicano en un torneo organizado por la Conmebol.
Pachuca vs Colo Colo de Chile
| ida; 30 de noviembre - 19:15 - Fox Sports | Pachuca     | 1:1 (1:0) | Colo-Colo | Estadio Hidalgo, Pachuca, Hgo.                              |                                                             |
|                                           | Chitiva 27' |           | Suazo 50' | Asistencia: 23,000 espectadores Árbitro(s): Roberto Silvera | Asistencia: 23,000 espectadores Árbitro(s): Roberto Silvera |

| vuelta; 13 de diciembre - 20:10 - Fox Sports | Colo-Colo | 1:2 (1:0) | Pachuca                     | Estadio Nacional, Santiago, Chile.                          |                                                             |
|                                              | Suazo 35' |           | Caballero 53' · Giménez 72' | Asistencia: 55,000 espectadores Árbitro(s): Héctor Baldassi | Asistencia: 55,000 espectadores Árbitro(s): Héctor Baldassi |

| Calero Mosquera López Cabrera Pinto Caballero Correa Chitiva Salazar Giménez Cacho |

| Pachuca |

#### Quinto título
En el Torneo Clausura 2007 el Pachuca terminaría de superlíder nuevamente en el torneo mexicano y, a su vez, lograría otro título internacional: la Copa de Campeones de la Concacaf, derrotando en la final a las Chivas del Guadalajara por medio de penales; Luis Ángel Landín sería el encargado de marcar el penal que consagraría a los Tuzos campeones por segunda vez en el torneo de la Concacaf. Además este título le otorga al Pachuca el derecho de disputar la Copa Mundial de Clubes de la FIFA 2007 a celebrarse en diciembre de ese año en Japón.
Los Tuzos del Pachuca llegarían a la final del fútbol mexicano nuevamente, enfrentando al América; llegaron a esta instancia enfrentando previamente a Santos Laguna, equipo al que eliminarían por mejor posición en la tabla general después de un marcador de 2-2 en el global; después en semifinales derrotarían al Cruz Azul en el partido de ida 3-1; el partido de vuelta no se celebró, ya que los cementeros quedarían eliminados automáticamente, pues Salvador Carmona se administró sustancias prohibidas nuevamente desde el incidente con la Selección Mexicana en la Copa FIFA Confederaciones del 2005 celebrada en Alemania, por lo cual el Pachuca accedió directamente a su sexta final contra el América. La ida jugada en el Estadio Azteca terminaría 2-1 a favor de los Tuzos, y en la vuelta empatarían 1-1, con lo cual el Pachuca consigue su 5.o título en el fútbol mexicano. Cabe destacar que los tres goles del Pachuca en esta final contra el América fueron anotados por Juan Carlos Cacho.
Después de un excelente 2007, el Pachuca jugaría la final de la Recopa Sudamericana contra el Internacional de Porto Alegre, perdiendo por un marcador global de 5-2.
Pachuca vs América
| ida; 25 de mayo - 20:30 - Canal 5 | América               | 1:2 (0:0) | Pachuca       | Estadio Azteca, México, DF                                   |                                                              |
|                                   | Cuauhtémoc 82' (pen.) |           | Cacho 53' 75' | Asistencia: 90,000 espectadores Árbitro(s): Mauricio Morales | Asistencia: 90,000 espectadores Árbitro(s): Mauricio Morales |

| vuelta; 27 de mayo - 20:10 - Azteca 13 | Pachuca   | 1:1 (0:0) | América        | Estadio Hidalgo, Pachuca, Hgo.                                      |                                                                     |
|                                        | Cacho 82' |           | Cuauhtémoc 68' | Asistencia: 30,000 espectadores Árbitro(s): Marco Antonio Rodríguez | Asistencia: 30,000 espectadores Árbitro(s): Marco Antonio Rodríguez |

| Calero Cabrera Mosquera Pinto Rodríguez Caballero Correa Chitiva López Giménez Cacho |

| Pachuca |

#### Copa de Campeones de la Concacaf 2007
Como es costumbre el campeón del fútbol mexicano tenía que disputar el torneo local de campeones del continente. Pachuca particicipó por segunda ocasión en el torneo. Enfrentó en los cuartos de final al subcampeón de Guatemala, el Deportivo Marquense, el cual se clasificó a la Copa de Campeones tras haber ganado la Copa Interclubes de la UNCAF. Pachuca manejó la ida con un cómodo 2:0 en el estadio Hidalgo. Para la vuelta, en San Marcos, Pachuca culminó su pase a las semifinales después de derrotar al Deportivo Marquense por 1:0; con global de 3:0. Pachuca enfrentaría al Houston Dynamo de los Estados Unidos, campeón de la MLS 2006. La ida se jugó en Houston. Pachuca sería derrotado en la ida por marcador de 2:0 en contra. Aun así Pachuca conseguiría remontar el marcador en casa. Tras una buena actuación en el Estadio Hidalgo Pachuca llevó la eliminatoria al alargue, ya que el marcador en la vuelta era de 4:2 por lo que ambos equipos iban empatados a 4 tantos. Antes del final del primer tiempo extra Christian Giménez conseguiría un gol muy importante para que el equipo hidalguense avanzara a la gran final. Después de una gran actuación en el torneo, Pachuca, campeón del Torneo Clausura 2006, se iba a ver la cara del campeón del Torneo Apertura 2006, las Chivas de Guadalajara. La ida en el Estadio Jalisco se empató con trabajos del equipo hidalguense, por lo que el resultado fue 2:2. La vuelta mostró grandes jugadas ofensivas y defensivas por lo que el tiempo regular terminó empatado a 0 goles. Se pasó a los tiempos extra y de ahí a los penales. De forma agónica el Pachuca logró su segunda Copa de Campeones de la Concacaf, después de que Alberto Medina fallara el séptimo penal en la muerte súbita y que Luis Ángel Landín consiguiera el penal acertado. Pachuca estaría listo para ir al Mundial de Clubes en Japón.
Pachuca vs Guadalajara
| ida; 18 de abril - 20:30 - Galavisión | Guadalajara   | 2:2 (1:1) | Pachuca                 | Estadio Jalisco, Guadalajara, Jalisco                        |                                                              |
|                                       | Bravo 43' 63' |           | Cacho 21' · Cabrera 82' | Asistencia: 40,000 espectadores Árbitro(s): Germán Arredondo | Asistencia: 40,000 espectadores Árbitro(s): Germán Arredondo |

| vuelta; 25 de abril - 20:10 - Azteca 7 | Pachuca | 0:0 (7:6 pen.) | Guadalajara | Estadio Hidalgo, Pachuca, Hgo.                                |  |
|                                        |         |                |             | Asistencia: 30,000 espectadores Árbitro(s): Armando Archundia |  |

| Calero Cabrera Mosquera Pinto Rodríguez Caballero Correa Chitiva López Giménez Cacho |

| Pachuca |

En diciembre de 2007, los Tuzos del Pachuca disputaron la Copa Mundial de Clubes de la FIFA 2007 teniendo un desafortunado desempeño al enfrentarse al Étoile Sportive du Sahel de Túnez y perder, con un autogol, por marcador de 1-0, quedando eliminados de dicho torneo.

#### Superliga Norteamericana 2007
En la temporada 2007 disputarían la recién creada SuperLiga Norteamericana, la cual se adjudicaron la noche del 29 de agosto en Carson, California, venciendo al local Los Ángeles Galaxy, llegando hasta la fase de penales donde el portero colombiano Miguel Calero fue el héroe de la noche atajando un penal a Landon Donovan, dándole así a los Tuzos del Pachuca un título más, encumbrando los grandes años de la institución. Este torneo tuvo como sede a los Estados Unidos y reunía los mejores equipos de Norteamérica, teniendo representantes a equipos mexicanos y estadounidenses. Los 8 equipos representantes quedarían acomodados en 2 grupos donde avanzaban a las Semifinales los 2 primeros lugares:
| Grupo 1: - Pachuca - Guadalajara - Los Angeles Galaxy - FC Dallas | Grupo 2: - América - Monarcas Morelia - New England Revolution - Houston Dynamo |

Pachuca enfrentó a Los Angeles Galaxy en el primer partido de la fase de grupos, siendo derrotado en el último minuto por marcador de 2-1. En el segundo partido pachuca no podía perder, por lo que fue obligado a buscar la victoria ante el FC Dallas, sin embargo al minuto 74 Carlos "Pescadito" Ruíz hacia el gol para el equipo texano. Ya para el final Christian Giménez consiguió el empate, por lo que Pachuca se mantenía con vida. El tercer enfrentamiento fue contra las Chivas Rayadas del Guadalajara, partido que definía el segundo lugar del grupo. Pachuca consiguió el gol al minuto 62, por lo cual avanzaban a la siguiente ronda según los criterios de desempate donde se dice que si dos equipos tienen la misma cantidad de puntos, la misma diferencia de goles y mismos goles anotados, se clasificaba al equipo vencedor del partido disputado entre esos mismos equipos.
Siendo el único representante de México en el torneo, Pachuca enfrentó al Houston Dynamo, empatando a dos tantos en el tiempo regular, por lo que ambos equipos fueron directo a la tanda de penales, en la cual Pachuca resultó vencedor por marcador de 5-3. Ya instalados en la final a partido único, Pachuca enfrentaría nuevamente al Los Angeles Galaxy, en un partido muy cerrado donde se presentó la lesión de David Beckham tras un tapón con Fernando Salazar. El partido se extendió hasta la tanda de penales donde Pachuca resultaría campeón.
Pachuca vs Los Ángeles Galaxy
| Miércoles 29 de agosto, 21:00 | Los Angeles Galaxy                                                        | 1:1 (1:0) (3:4 p.)         | Pachuca                                                  | Home Depot Center, Los Ángeles, California |                           |
|                               | Klein 90+3'                                                               |                            | Vagenas 28' (a.g.)                                       | Árbitro(s): Carlos Batres                  | Árbitro(s): Carlos Batres |
|                               |                                                                           | Tiros desde el punto penal |                                                          |                                            |                           |
|                               | Peter Vagenas · Cobi Jones · Chris Klein · Buddle · Donovan · Abel Xavier |                            | Márquez · Rey · Caballero · Manzur · Cabrera · Rodríguez |                                            |                           |

| Calero † Salazar Manzur Pinto Rodríguez Caballero Correa Márquez López Rey Cacho |

|  |

#### Copa de Campeones de la Concacaf 2008
En 2008 disputó por segundo año consecutivo su tercera Copa de Campeones de la Concacaf venciendo en cuartos de final a Motagua de Honduras por un marcador global de 1-0; en semifinales a D.C. United de Estados Unidos por un marcador global de 3-2; y en la final al Deportivo Saprissa de Costa Rica por marcador global de 3-2, con un gol de Luis Gabriel Rey consiguiendo así por segundo año consecutivo su tercera Copa de Campeones de la Concacaf y su pase a su segunda Copa Mundial de Clubes de la FIFA, torneo donde se quitarían la espina clavada del torneo pasado, venciendo por marcador de 4-2 en tiempos extras al Al-Ahly de Egipto, pasando a semifinales frente a la Liga de Quito, quien los derrotó por 2-0, obteniendo el pase a la pelea por el tercer puesto, donde se midió frente al club Gamba Osaka de Japón. Este último partido lo perdió por marcador de 1-0, obteniendo así el cuarto lugar en la competición, mejorando su anterior actuación.
Pachuca vs Saprissa
| ida; 23 de abril - 20:30 - Fox Sports | Saprissa    | 1:1 (0:0) | Pachuca | Estadio Ricardo Saprissa, San José, Costa Rica            |                                                           |
|                                       | Cordero 89' |           | Rey 47' | Asistencia: 22,500 espectadores Árbitro(s): Carlos Batres | Asistencia: 22,500 espectadores Árbitro(s): Carlos Batres |

| vuelta; 30 de abril - 20:30 - Fox Sports | Pachuca              | 2:1 (1:0) | Saprissa      | Estadio Hidalgo, Pachuca, Hgo.                               |                                                              |
|                                          | Giménez 3' · Rey 53' |           | Arrieta 90+3' | Asistencia: 30,000 espectadores Árbitro(s): Mauricio Navarro | Asistencia: 30,000 espectadores Árbitro(s): Mauricio Navarro |

| Calero Cabrera Mosquera Pinto Rodríguez Caballero Correa Giménez López Álvarez Rey |

|  |

Clasificaron a la fase previa de la Copa Libertadores ganando su final en la Interliga para enfrentar a la Universidad de Chile, tras la gran actuación del guardameta colombiano Miguel Calero. En Chile, el Pachuca cayó por marcador de 1-0 y en Hidalgo venció al conjunto chileno por 2-1, lo que no sirvió de acuerdo a la regla del gol de visitante, quedando Pachuca eliminado de la Copa Libertadores 2009.
Cerró el Torneo Clausura 2009 como superlíder y en la liguilla enfrentó a los Jaguares de Chiapas derrotándolos 3-1 en Chiapas, y cerrando la serie en el Huracán con un marcador de 2-0, dejando el global en 5-1.
En semifinales se enfrentó a los Indios de Ciudad Juárez, uno de los equipos sorpresas de la Liguilla, junto al Puebla. Pachuca gana en la Ida en Ciudad Juárez 2-0, sin embargo la vuelta en el Huracán no fue un trámite como se podría pensar, los Indios tuvieron a los Tuzos al borde de la eliminación al ir ganando 3-1, sin embargo Blas Pérez sepulta las aspiraciones de la Tribu anotando el 3-2 al minuto 91.
Los Tuzos jugarían ahora su séptima final en Primera División, contra el equipo de la UNAM, quien venía de derrotar a un aguerrido Puebla que lo tuvo al borde de la eliminación.
El partido de ida se realizó en Ciudad Universitaria con una victoria de los Pumas, gracias a un solitario gol de Dante López.
La vuelta se realizó el domingo 31 de mayo en el Estadio Huracán. Los Tuzos comenzaron ganando, gracias a un penal anotado por el "Chaco" Giménez, sin embargo Universidad empató con un gol de Dante López, ante un desafortunado despeje de Marco Iván Pérez. Al minuto 78 el Chaco, pone de nuevo a Pachuca al frente. Obligando al partido a extenderse a tiempos extras, donde el felino Pablo Barrera se convierte en el héroe anotando el gol que le dio su sexto título a los Pumas de la UNAM y su segundo subcampeonato a Pachuca.
En el Torneo Apertura 2009 el pachuca contrata al profesor Guillermo Rivarola tras la salida de Enrique Meza.
En este periodo Pachuca no consigue calificar para la liguilla, consiguiendo un total de 24 puntos y quedando fuera de toda posibilidad.
Lo más rescatable fue su clasificación a Cuartos de final de la Liga de Campeones de la Concacaf donde resultara campeón de dicho torneo.
En el Torneo Bicentenario 2010, el equipo de Pachuca tendría una temporada con un nivel regular, obteniendo sólo 25 puntos para acceder a la décima Liguilla de su historia. El Pachuca con un plantel reforzado enfrentó al Club Monterrey ganándole en la ida 1-0 con tanto de Damián Álvarez y en la vuelta 2-1 consiguiendo un resultado inesperado ya que habían eliminado al superlíder de la competencia. En la semifinal enfrentaría al Deportivo Toluca. El partido de ida quedó empatado a 2 tantos y la vuelta con un marcador favorable al equipo mexiquense de 1-0 dejando fuera de la final al equipo hidalguense.

#### Liga de Campeones de la Concacaf 2009/10
Pachuca empezó otro torneo internacional, esta vez en la nueva Liga de Campeones de la Concacaf. El equipo hidalguense clasificó como subcampeón del Clausura 2009, por lo que jugó una eliminatoria de ida y vuelta contra el Deportivo Jalapa de Guatemala, quedando en la ida en el Hidalgo 3-0 a favor del equipo blanquiazul. Ya en la vuelta los Tuzos se dieron festín goleando 7-1 en el Estadio las Flores al equipo guatemalteco. Ya instalado en la fase de grupos con el Árabe Unido de Panamá, el Houston Dynamo de Estados Unidos y el Isidro Metapán del Salvador. En el primer juego contra el Árabe Unido cayó 4-1 en el Estadio Armando Dely Chávez de Colón. El segundo partido se disputó en casa para los Tuzos goleando 5-0 al Isidro Metapán. Para el´tercer partido de la fase de grupos el Pachuca venció 2-0 al Houston Dynamo en el Hidalgo. Para la segunda vuelta Pachuca ganaría domicilio al Isidro Metapán en el Estadio Jorge Suárez. Igualmente a Houston con marcador de 1-0. Ya calificado a Cuartos de Final Pachuca venció 2-0 al Árabe Unido.
Pachuca enfrentaría en Cuartos de Final al Comunicaciones de Guatemala.En la ida ambos igualaron a un tanto. La vuelta en el Hidalgo fue mejor ya que Comunicaciones empató a 2 el global, pero los Tuzos acabarían con las esperanzas del equipo guatemalteco ganando 3-2 en global. En Semifinales habría 2 partidos y la final entre equipos mexicanos. Pachuca jugó contra el Deportivo Toluca en la ida, en el estadio Nemezio Diez donde se fue con ventaja tempranamente con un gol de Darío Cvitanich, pero a 10 del final Edgar Dueñas igualó el marcador. La vuelta se jugó con mayor intensidad ya que Edy Brambila abrió el marcador para los Tuzos y además que Toluca llegó innumerables ocasiones durante el resto del partido, pero finalmente Pachuca llegaría a la final.
La final se jugaría entre Pachuca y el Cruz Azul. La ida fue en el Azul, Cruz Azul abrió el marcador a los 20 minutos y aumentó la ventaja con un autogol de Gerardo Rodríguez. Pachuca con insistencia descontó con un gol de Damián Álvarez. Cuando estaba por terminar el partido se comete una infracción por Julio César Domínguez sobre Francisco Torres dejando al Cruz Azul sin un hombre importante para la vuelta.
El partido definitivo se jugaría en el Hidalgo con un lleno total. Pachuca tenía la obligación de anotar un gol. El partido fue difícil para el equipo hidalguense, el Cruz azul dominó en casi todo el encuentro. Los últimos 10 minutos fueron dramáticos donde Edgar Benítez conseguiría el gol y el título para Pachuca. Pachuca viajaría a los Emiratos Árabes para disputar su tercer Mundial de clubes.
Pachuca vs Cruz Azul
| 21 de abril | Cruz Azul                        | 2:1 (2:0) | Pachuca     | Estadio Azul, Ciudad de México                                |                                                               |
|             | Villa 19' · Rodríguez 23' (a.g.) | Reporte   | Álvarez 68' | Asistencia: 16,186 espectadores Árbitro(s): Armando Archundia | Asistencia: 16,186 espectadores Árbitro(s): Armando Archundia |

| 28 de abril | Pachuca       | 1:0 (0:0) | Cruz Azul | Estadio Hidalgo, Pachuca                                            |                                                                     |
|             | Benítez 90+3' | Reporte   |           | Asistencia: 32,000 espectadores Árbitro(s): Marco Antonio Rodríguez | Asistencia: 32,000 espectadores Árbitro(s): Marco Antonio Rodríguez |

Nota: El título se le otorgó a Pachuca ya que ganó por la regla del gol de visitante
| Calero Rojas Pérez Muñoz Mustafá Rodríguez Manso Martínez Álvarez Torres Benítez Cvitanich |

|  |

### Segunda década del siglo XXI
En el Torneo Apertura 2010, Pachuca jugaría un nuevo torneo con un plantel reforzado, pero a mitad del torneo sufrió varias derrotas que llevaron a la renuncia del director técnico Guillermo Rivarola. Se contrató al argentino Pablo Marini como nuevo director técnico. Inmediatamente el club jugó mejor y en la última fecha obtendría su pase a la Liguilla.
Por segunda ocasión en el año el equipo blanquiazul llegaría a la Liguilla del Fútbol Mexicano con apenas 25 puntos en séptimo de la general.
Nuevamente el rival sería Monterrey. La ida se jugó en Pachuca con un resultado final de empate a uno. el primer gol lo haría Aldo de Nigris tras un remate en un tiro de esquina. Después en los últimos 15 minutos, Franco Arizala igualaría el marcador al anotar un increíble gol casi en el ángulo. La vuelta se jugaría en Monterrey en un memorable partido de fútbol donde ambos equipos se atacaron y pelearon. El primer gol llegaría por parte de Humberto Suazo tras un buen servicio de Walter Ayoví .Sin embargo en pocos minutos Pachuca llegó al área con un centro de Damián Manso que remató de maravilla Franco Arizala. Minutos después Ayoví nuevamente mandaría un servicio que Aldo de Nigris remataría.
En el segundo tiempo Pachuca atacaría en un tiro de esquina, pero un contragolpe los deja mal parados para el 3 por 1 de Neri Cardozo. Todo parecía que Monterrey iba a calificar a semifinales tranquilamente, pero nuevamente Arizala remataría en otro tiro de esquina para acercar a los Tuzos. A 5 del final Arizala volvió a aparecer y empató el juego. Los últimos minutos fueron intensos, Pachuca llegó pero no logró anotar y así terminaría el torneo para el equipo de México.
En el Torneo Clausura 2011, los Tuzos no lograron calificar de nuevo a la liguilla, esto después de cuatro juegos ganados, seis empatados y siete perdidos.
Para el Torneo Apertura 2011, Efraín Flores se convertiría en el nuevo técnico del club, aunque en la jornada 1 el Santos en la cancha del Hidalgo donde son derrotados ampliamente por cuatro goles a uno, pese a esto los Tuzos califican a la liguilla con siete juegos ganados, cinco perdidos y cinco empatados, además en la Jornada 14 se despidió de la portería Miguel Calero, con un empate a cero goles contra los Pumas.
En Cuartos de Final los Tuzos se llevaron una enorme sorpresa enfrentando a los Tigres, pues los norteños hacían pagar todo lo que les habían hecho pasar en varias liguillas y por supuesto dos finales en las que los Felinos terminaron como subcampeones, el juego de ida en el Hidalgo terminó 1-0 a favor de Tigres, y el juego de vuelta terminó 3-0 lo que llevó a los Tigres a las semifinales. En este mismo torneo el club festejó su 110º aniversario, usando un uniforme conmemorativo con el color dorado en los patrocinios usado desde la primera jornada hasta el juego de vuelta de los Cuartos de Final.
En el Torneo Clausura 2012, el equipo mejora pero es muy irregular durante el torneo, finalmente califican como séptimos con 24 puntos, el rival en turno es América, en el juego de ida las águilas borran al equipo en casa 3-1, lucio bastante mal, para la vuelta, Pachuca trato de vencer al América pero al empatar 1-1 terminan quedando fuera.
En el Torneo Apertura 2012, para contrarrestar las malas campañas, la promotora decide contratar a Hugo Sánchez Márquez como entrenador; Hugo trajo refuerzos como Nery Castillo, Segundo Castillo ecuatoriano, el regreso del laureado defensor paraguayo que fue líder del Toluca, pero su paso en Europa fue discreto Paulo Da Silva, más la llegada del español en decadencia Raúl Tamudo; además de hacerse de los servicios de Néstor Calderón, Alberto Medina, Oscar Rojas, Jorge Hernández y Efrén Mendoza.
Los tuzos tienen un regular inicio, los resultados empiezan a cuestionarse además que el equipo no era fuerte, y lejos de desarrollar un fútbol eficaz, finalmente Pachuca terminó mal el torneo, ubicado en decimotercer lugar con 21 puntos, en casa tuvo su mejor actuación al cosechar 17 puntos pero fue el peor visitante con 4 unidades rescatadas, los refuerzos Nery Castillo, Raúl Tamudo, Paulo Da Silva no se afianzaron. Tamudo paso lesionado y no anotó, Da Silva muy lejos del nivel que vivió en Toluca, además nunca lidero la zaga como se esperaba, Alberto Medina y Néstor Calderón nada aportaron; ante el panorama se cuestionó la continuidad que luego de la convención de noviembre la promotora rescinde el contrato del pentapichichi sumándole otro fracaso.
Días más tarde Hugo criticó los manejos de la promotora, los acuso que “se aprovecharon de su imagen”. al sobre explotarla en los continuos eventos que la promotora ejerce, (políticos, sociales, periodísticos, económicos y administrativos), a palabras de Hugo asistió más veces a estos eventos protocolarios tal vez instado por su imagen que en los planos deportivos, acuso que no se le dio continuidad, la promotora no quiso oír sus propuestas como incorporar al atacante argentino Joaquín Larrivey en 2013 y que fue una causa de su salida. Para el Apertura 2013 llegaría el portero Óscar Pérez.
Después llegaría Gabriel Caballero,  en su primer torneo comienza con un buen resultado pero el equipo termina decayendo y termina no clasificándose para la liguilla, en su segundo torneo comienza con dos victorias consecutivas pero después de tantos resultados malos es despedido llegando Enrique Meza en su lugar. En el torneo Clausura 2014 de la Liga MX, Pachuca llegaría de forma dramática a la liguilla después de dar la vuelta de un 3-0 a un 3-4 en los últimos 15 minutos de juego frente Querétaro en el Estadio Corregidora, victoria que significaría otra liguilla para los Tuzos clasificando en sexto lugar de la tabla de posiciones. Además el delantero ecuatoriano Enner Valencia logró proclamarse campeón de goleo, siendo el segundo que ha tenido el club a lo largo de su historia, marcando 12 goles en 16 partidos.Ya en Cuartos de Final Pachuca empató la ida frente a Pumas a 1 gol en el Estadio Hidalgo, en la vuelta en CU Pachuca derrotaría 4-2 a Pumas y así los Tuzos avanzaron a Semifinales en donde se enfrentarían a Santos Laguna, el de ida en el Hidalgo lo ganaron los Tuzos 2-0, el de vuelta en el Estadio Corona en Torreón Pachuca lo perdió 4-2, con el global empatado a 4 goles Pachuca avanzó a la final por el criterio del gol de visitante. En la final se enfrentaron a León, el de ida fue un partido muy intenso que ganó Pachuca 3-2 León, el de vuelta fue en el Hidalgo, Pachuca no mostró mucho fútbol y León aprovechó para marcar un gol que mandaría a tiempos extras el partido. En el segundo tiempo extra León marcaría otro gol que los coronaría bicampeones y Pachuca se quedaría con el Subcampeonato demostrando así una notable mejoría a comparación de torneos anteriores en los cuales no había logrado calificar a liguillas.

#### La nueva cantera
Para el siguiente torneo, Enrique Meza dejaría una vez más al equipo, por lo tanto, la directiva contrataría a Diego Alonso como nuevo técnico de cara al Torneo Apertura 2014. Como refuerzos llegaron jugadores como el delantero argentino Ariel Nahuelpán, quien se convertiría en el goleador del club del torneo con 9 goles, el mediocampista ecuatoriano Junior Sornoza procedente de Independiente del Valle; además de que regresó el ya dos veces campeón con el club Aquivaldo Mosquera y de Avilés Hurtado. Cabe destacar que Diego Alonso mantendría una base de jugadores canteranos, que incluso alcanzaron a ser convocados en las diferentes categorías de Selección Nacional como Rodolfo Pizarro, Hirving Lozano, Jürgen Damm, Miguel Herrera Equihua, Erick Gutiérrez y Heriberto Olvera.
Al comienzo del torneo, el Pachuca empezaría el torneo de forma irregular, pero el equipo ya mostraba una postura más ofensiva.
Durante el Torneo Apertura 2014, Pachuca también tendría que disputar la Liga de Campeones de la Concacaf 2014-15 tras haber quedado subcampeón el torneo pasado. Durante este torneo internacional, Pachuca tuvo como rivales de grupo al Municipal de Guatemala y al Motagua de Honduras. Durante la fase de grupos Pachuca calificaría a Cuartos de Final mostrando un nivel muy superior al de sus rivales de grupos y quedó posicionado para enfrentar a una de las revelaciones del torneo el Montreal.
En la liga, a pesar de los altibajos Pachuca lograría calificar en la última jornada enfrentando al Veracruz en el Estadio Hidalgo, logrando conseguir 27 puntos como 7° lugar de la tabla general. Para Cuartos de final, Pachuca enfrentó a los Tigres en una serie en donde quedarían empatados 1-1 en la ida y en la vuelta, sin embargo, la posición en la tabla permitió que los Tigres avanzaran a la Semifinal. A pesar de la eliminación la directiva optó por mantener con la continuidad de Diego Alonso.
En el Torneo Clausura 2015 Pachuca debutaría a jugadores como Héctor Mascorro, Mauro Laínez, Guillermo Martínez Ayala, y Osvaldo Rodríguez, los cuales también tuvieron participación en la Liga de Campeones de la Concacaf.
El cuadro blanquiazul mostró un estilo de juego muy similar al del torneo anterior, logrando calificar a la liguilla en la última jornada venciendo a los Veracruz. Así Pachuca conseguiría acceder a la liguilla en el 7°lugar con 25 puntos.
En Cuartos de final Pachuca enfrentó al campeón defensor el Club América, derrotándolo en una de las mejores series de las liguillas del fútbol mexicano con un global de 7-5, 3-2 en la ida y 4-3 en la vuelta. En la ida Erick Gutiérrez y Cristian Penilla adelantaron a los Tuzos en el marcador, sin embargo, en un descuido de la defensa blanquiazul, Michael Arroyo descontó para el América y apenas a los 4 minutos del segundo tiempo Darío Benedetto empató el marcador. Para fortuna del Pachuca Ariel Nahuelpán, quien había ingresado de cambio, anotó el gol de la primera victoria tuza en la serie. Para la vuelta se esperaba que el América pudiera remontar el marcador adverso, aunque no contaban con que Cristian Penilla anotara el primer gol a los 6 minutos del primer tiempo. Después del gol el partido fue muy disputado, y por causas del mismo juego duro Paolo Goltz sería expulsado tras una entrada muy fuerte sobre Hirving Lozano. Aun con superioridad numérica, los Tuzos recibieron el 1-1 al final del primer tiempo y 2-1 apenas iniciado el segundo tiempo. Con el marcador adverso, ya que América avanzaba a la semifinal por la regla de gol de visitante; nuevamente Pachuca tendría que buscar el gol que rompiera con el empate en el global, el cual consiguió 5 minutos después tras un tiro de Walter Ayoví. Sin embargo, casi al final del partido, Michael Arroyo puso el marcador 3-2 tras cobrar un tiro libre. Cuando parecía que América ya tenía la serie ganada, Pachuca intentó una última jugada la cual terminó en penal a su favor, al ser expulsado Pablo Aguilar por usar la mano para tapar un tiro a su portería. Darío Cvitanich anotaría el penal que le daba el triunfo absoluto a Pachuca y posteriormente Germán Cano ampliaba aún más la ventaja para dejar el marcador final del partido de vuelta 4-3 y 7-5 en global para avanzar a las semifinales. Para la semifinal Pachuca enfrentó a una de las grandes sorpresas del campeonato, el Querétaro, equipo que se había renovado con la presencia de jugadores brasileños como William, Tiago Volpi en la portería, Danilinho y el astro brasileño campeón del mundo con Brasil: Ronaldinho. En el partido de ida en el Estadio Hidalgo, Pachuca fue superior sobre Querétaro en todas las condiciones, incluyendo superioridad numérica tras la expulsión Ricardo Osorio, las oportunidades malogradas de los delanteros del equipo queretano y la moral perdida causada por la mala actitud de Ronaldinho quien abandonó el estadio tras su sustitución, todo esto antes de terminar el primer tiempo. Finalmente, Pachuca aprovechó todas las condiciones y ganó el partido 2-0 con goles de Rodrigo Salinas y Germán Cano, aunque pudo ampliar la ventaja. Para el partido de vuelta Pachuca salió al terreno de juego con una postura defensiva, lo cual no iba de acuerdo con el estilo de juego de Diego Alonso y debido a esto Pachuca pagó cara la eliminatoria ya que Querétaro los superó y logró empatar la serie a 2 goles lo suficiente para dejar fuera a los tuzos por la posición en la tabla. A pesar de la eliminación, Diego Alonso pidió su continuidad misma que fue ratificada.
Durante el periodo vacacional del 2015, Pachuca aportó jugadores formados en sus fuerzas básicas para los mundiales Sub 17 (Pablo César López, Francisco Venegas, Edwin Lara, Fernando Escalante, Kevin Lara y Nahum Gómez) y Sub 20 (Hirving Lozano, Erick Gutiérrez, Osvaldo Rodríguez, Mauro Laínez y Rodolfo Pizarro). La Selección Sub-17 terminaría con el 4° puesto de la Copa Mundial de Fútbol Sub-17 de 2015 tras una buena actuación de los elementos tuzos, sin embargo, la Selección Sub-20 no lograría avanzar de la fase de grupos de la Copa Mundial de Fútbol Sub-20 de 2015.
Para el torneo Preolímpico de Concacaf de 2015 Hirving Lozano, Erick Gutiérrez y Rodolfo Pizarro serían convocados nuevamente esta vez para la selección Sub-22 que buscaba calificar a los Juegos Olímpicos de Río 2016. A lo largo de este torneo los elementos tuzos mostraron un gran desempeño y terminaron campeones de dicho torneo, consiguiendo así mismo la clasificación a los Juegos Olímpicos para defender el título de la edición anterior de Londres 2012.
Para el Apertura 2015, la directiva traería a jugadores extranjeros como el argentino Franco Jara, el uruguayo Jonathan Urretaviscaya mejor conocido como el "rayo" por su gran velocidad, el argentino proveniente del Inter de Milán Rubén Botta y el brasileño Lucas Silva quienes habían llegado para tomar el lugar de Jürgen Damm, Germán Daniel Cano, y Júnior Sornoza; jugadores nacionales como José Joaquín Martínez, así como el regreso de viejos conocidos como Hugo Isaác Rodríguez y el canterano tuzo Steven Almeida. A pesar de tener un buen cierre de temporada el cuadro blanquiazul no consiguió calificar a la liguilla, esto al tener un inicio con pocas victorias y al perder en la última fecha ante Jaguares de Chiapas. Cabe destacar que el Pachuca continuó con su trabajo en fuerzas básicas, esto con el debut profesional de Iván Ochoa y de Juan José Calero, hijo de un histórico del club como lo fue Miguel Calero. El equipo aun así demostró tener una buena ofensiva que, sin embargo, contrastó con su defensiva, provocando que para el siguiente torneo simplemente se mantuviera la misma base ofensiva y se buscaran refuerzos en la línea defensiva.

#### Sexto título
El Pachuca consiguió el sexto título nacional en el Clausura 2016. Esto se debió gracias a las buenas contrataciones que en su primer torneo respondieron con un título para el club. La mayoría de los jugadores que habían llegado reforzaron la línea defensiva, misma que se mantuvo como la titular durante todo el torneo; entre ellos estaban el seleccionado nacional de los Estados Unidos Omar González, los seleccionados nacionales de Colombia John Stefan Medina y Óscar Murillo, así como la joven promesa del Veracruz: Emmanuel García. Además llegaron otros jugadores como Víctor Guzmán y Gustavo Ramírez. Estos jugadores combinados con la experiencia del conejo Óscar Pérez, la dinámica del mediocampo y la ofensiva conformada por Jorge Daniel Hernández, Rodolfo Pizarro, Hirving Lozano, Erick Gutiérrez, Franco Jara y Jonathan Urretavizcaya, y siendo dirigidos por Diego Alonso; formaron un conjunto sólido, el cual terminó el torneo de local invicto y como la mejor defensiva del campeonato ya que solamente recibió 15 goles en contra.
Tras un buen torneo el club terminó en 2° lugar de la tabla general con 30 puntos, al haber ganado 8 partidos, empatando 6 y tan sólo haber perdido 3 partidos. En los cuartos de final el Pachuca se mostró muy superior a su rival el Santos Laguna al cual venció por global de 4-3 tras haber empatado a 1 en la ida y venciendo al conjunto lagunero 3-2 en la vuelta con un destacado partido de Jonathan Urretavizcaya, quien marcó 2 goles. En semifinales Pachuca le ganó al León por global de 3-2 tras haber empatado a 1 en la ida y ganar 2-1 la vuelta con un agónico gol de Hirving Lozano al final del partido. Pachuca se enfrentó por primera vez en una final al Monterrey, equipo que había terminado como líder del torneo y que había superado de manera agónica las 2 series anteriores ante sus rivales: Tigres en cuartos de final y el América en semifinales. En la final de ida el Pachuca dominó la mayor parte del partido, aunque Monterrey también se mostró peligroso y no fue hasta el minuto 60 en que Franco Jara abriría el marcador para el conjunto blanquiazul. El resultado permaneció igual hasta el final del partido, por lo que aún la final no quedaba decidida. En la vuelta, el conjunto regiomontano era el favorito por muchos, ya que durante el torneo regular se mostraba como un equipo temible en casa. El partido fue dominado totalmente por Monterrey, el cual creó innumerables oportunidades de gol, las cuales fueron frustradas mayormente por Óscar Pérez. El Pachuca resistió las llegadas del Monterrey, incluso tuvo la suerte de no ir perdiendo gracias a que Edwin Cardona falló un penal, sin embargo el marcador global se empataría con un gol de Dorlan Pabón al minuto 31. El panorama de los "tuzos" se complicaba durante el segundo tiempo, ya que el Monterrey seguía atacando la portería de Óscar Pérez y aún más debido a que el capitán Aquivaldo Mosquera se fuera expulsado tras interrumpir una oportunidad manifiesta de gol de Dorlan Pabón justo afuera del área.
A pesar de que todo estaba en contra, el conjunto del Pachuca volvería a realizar una hazaña. En uno de los últimos contragolpes que tenía el Pachuca a favor, Franco Jara se las arregló para acercarse al área y logró mandar un tiro que fue tapado por la defensiva del Monterrey a saque de banda. Cuando todo se vaticinaba para unos tiempos extra en donde el Monterrey vencería cómodamente al Pachuca, Emmanuel García cobró el saque de banda haciendo pared con Rodolfo Pizarro, el cual le devolvió el balón a García y éste mandó un centro que fue rematado a gol por Víctor Guzmán al minuto 92:43, quien ganó con decisión la marca de Edgar Castillo para así ganar el global en los 180 minutos y coronar al Pachuca nuevamente en la ciudad Monterrey, esta vez ante los Rayados.
Pachuca vs Monterrey
| 26 de mayo | Pachuca  | 1:0 (0:0) | Monterrey | Estadio Hidalgo, Pachuca                                           |                                                                    |
|            | Jara 60' | Reporte   |           | Asistencia: 32,000 espectadores Árbitro(s): Luis Enrique Santander | Asistencia: 32,000 espectadores Árbitro(s): Luis Enrique Santander |

| 29 de mayo | Monterrey | 1:1 (1:0) | Pachuca      | Estadio BBVA Bancomer, Monterrey                              |                                                               |
|            | Pabón 38' | Reporte   | Guzmán 90+3' | Asistencia: 52,500 espectadores Árbitro(s): Fernando Guerrero | Asistencia: 52,500 espectadores Árbitro(s): Fernando Guerrero |

| Pérez Medina González Mosquera García Pizarro Hernández Lozano Gutiérrez Jara Urretavizcaya |

|  |

La defensa del título inició con  movimientos en el plantel, debido a que la salida de jugadores de trayectoria en el club como Ariel Nahuelpán, Aquivaldo Mosquera y Hugo Isaac Rodríguez; de jugadores jóvenes como Iván Ochoa, Gustavo Ramírez, Steven Almeida y Osvaldo Rodríguez y de jugadores que tuvieron poca participación en el club como Lucas Silva y Omar Esparza, provocaron que la directiva recurriera a traer únicamente cinco jugadores de otros clubes, como el delantero Wilson Morelo, a los mediocampistas Mateus Gonçalves, Erick Aguirre, Raúl López y Daniel Ramírez; así como la incorporación de jugadores de las fuerzas básicas como Pablo López, Joaquín Esquivel, Óscar Torres y Francisco Venegas al primer equipo, estos últimos 4 tuvieron una mayor participación en la Liga de Campeones de la CONCACAF.
En el Torneo Apertura 2016, Pachuca logró calificar una vez más a la liguilla, como segundo lugar de la tabla general con 31 puntos, manteniendo un nivel de juego similar al del torneo pasado, pero que sin embargo no le alcanzó para poder vencer al recién ascendido Necaxa en los cuartos de final. En el juego de ida de los cuartos de final los Tuzos fueron derrotados por el equipo hidrocálido, y llegaron al partido de vuelta con una desventaja de 2 a 1. En la vuelta Pachuca necesitaban un marcador de 1-0 a favor para avanzar por gol de visitante o de 2-1 para avanzar por mejor posición en la tabla, cualquier otro marcador los eliminaba de la liguilla. El partido finalmente terminó con un  empate a cero goles, por lo que Necaxa avanzó a semifinales.

#### Liga de Campeones de la CONCACAF 2016/2017
El Club de Fútbol Pachuca logró calificar una vez más a la Liga de Campeones de la CONCACAF como campeón del Clausura 2016, siendo colocado como cabeza de serie en el Grupo E junto al Olimpia de Honduras y al Police United de Belice.
En la fase de grupos Pachuca utilizó alineaciones alternas y a su segundo portero Alfonso Blanco como titular para todo el torneo. Los Tuzos derrotaron en casa al Olimpia por 1-0 y al Police United por 3-0. Posteriormente volvió a vencer al equipo beliceño por 11-0, convirtiéndose así en la mayor goleada en la historia del Club de Fútbol Pachuca y en la mayor goleada de esa edición de Liga de Campeones de la CONCACAF. En el último partido Olimpia y pachuca empataron a cuatro goles en un partido que definía quien avanzaba a la segunda ronda. Los Tuzos obtuvieron  el primer lugar del grupo obteniendo 10 puntos y una diferencia de +12, por lo que el rival al que enfrentaría después del acomodo de los 8 equipos calificados para los cuartos de final, fue el Saprissa de Costa Rica.
Durante el período vacacional de invierno y previo al inicio del Clausura 2017, Pachuca sufrió las bajas de dos jugadores que fueron importantes para la obtención del sexto campeonato de Pachuca: la salida de Rodolfo Pizarro al Guadalajara y de Rubén Botta al San Lorenzo. Con un nuevo torneo y los cuartos de final de la CONCACAF en disputa, Pachuca tuvo que buscar nuevos jugadores para suplir sus ausencias.
En la ronda de cuartos de final de la Liga de Campeones de la CONCACAF, Pachuca superó al Saprissa luego de un empate a cero goles en la ida y una  victoria contundente de 4-0 en la vuelta en casa. En semifinales tuvo una serie complicada ante el FC Dallas, los texanos vencieron a los tuzos por 2 a 1 en Frisco, sin embargo en la vuelta Franco Jara e Hirving Lozano remontaron el marcador adverso para un 3-1 final en la vuelta y un 4-3 global favorable para Pachuca. En la gran final, Pachuca se enfrentó a los Tigres de la UANL, rival con el que ha disputado ya varias finales en la Liga MX, pero que esta vez lo enfrentaba en la gran final de la CONCACAF. La ida se jugó en el Universitario, donde el equipo regiomontano era claro favorito, pero que fue sorprendido rápidamente por la escuadra hidalguense que tomó ventaja al minuto 3 con el tiro de Raúl López que el chileno Eduardo Vargas desvió a su portería. Sin embargo, Tigres empató el marcador tras un error de Alfonso Blanco que aprovechó Ismael Sosa. El marcador se mantuvo igual hasta el final del partido, por lo que en el Estadio Hidalgo se definiría al campeón del torneo. El partido de vuelta fue muy disputado, con oportunidades para los delanteros de ambos equipos (Franco Jara de Pachuca y André Pierre Gignac de Tigres). Finalmente al minuto 82 Franco Jara anotó el único gol del juego de vuelta, consumando así otro título más de CONCACAF, el pase al Mundial de Clubes y otra final a ida y vuelta venciendo a los Tigres.
Pachuca vs Tigres
| 18 de abril | Tigres de la UANL | 1:1 (1:1) | Pachuca  | Estadio Universitario (UANL), San Nicolás de los Garza, NL |                                                         |
|             | Sosa 32'          |           | López 3' | Asistencia: 34,000 espectadores Árbitro(s): Mark Geiger    | Asistencia: 34,000 espectadores Árbitro(s): Mark Geiger |

| 26 de abril | Pachuca  | 1:0 (0:0) | Tigres de la UANL | Estadio Hidalgo, Pachuca                                       |                                                                |
|             | Jara 83' |           |                   | Asistencia: 32,000 espectadores Árbitro(s): César Arturo Ramos | Asistencia: 32,000 espectadores Árbitro(s): César Arturo Ramos |

| Blanco López O. González Murillo García Guzmán Hernández Lozano Gutiérrez Jara Urretavizcaya |

|  |

## Datos del club
- Temporadas en Primera División: 63.
- Liguillas por el título: 31.
- Mayor goleada conseguida:
- En torneos largos:
  - 5-0 vs América en la Temporada 1992-1993.[26]
- En torneos cortos:
  - 9-2 vs Veracruz en el Clausura 2019.
- En torneos internacionales:
  - 11-0 vs Police United en la Liga de Campeones de la Concacaf 2016-17.
- Peor goleada recibida:
- En torneos cortos:
  - 0-5 vs Tigres en el Apertura 2011.
  - 0-5 vs Cruz Azul en el Clausura 2018.
  - 0-5 vs Monterrey en el  Clausura 2019.
- En torneos internacionales:
  - 0-4 vs Olimpia en la Copa de Campeones de la Concacaf 2000.
  - 0-4 vs Boca Juniors en la Copa Libertadores 2005.
  - 0-4 vs Internacional en la Recopa Sudamericana 2007.
- Mejor puesto en la liga: 1º (4) (Clausura 2006, Clausura 2007, Clausura 2009 y Clausura 2022).[27]
- Peor puesto en la liga: 20º (Apertura 2002).
- Más puntos en una temporada:
  - En torneos cortos: 39 (Clausura 2007).
- Más triunfos en una temporada: 12 (Clausura 2007 y Clausura 2022).
- Menos triunfos en una temporada: 2 (Apertura 2002).
- Mejor ofensiva: Clausura 2009 (53 Goles).
- Máximo goleador en Liga: Franco Jara (66 Goles).
- Máximo goleador histórico: Franco Jara (83 Goles).

## Estadio
Originalmente el Club de Fútbol Pachuca jugaba sus partidos en el Estadio Revolución Mexicana, situado en la Ciudad de Pachuca, Hidalgo; sobre el viaducto Río de las Avenidas, en su esquina con la calle Jaime Nunó. El 14 de febrero de 1993, tras ser inaugurado el Estadio Hidalgo, se convirtió en la nueva y actual sede de Pachuca. Su nombre, como el del estado, honra a Miguel Hidalgo y Costilla, prócer de la Independencia de México, aunque también es llamado el Huracán.

## Jugadores

### Plantilla y cuerpo técnico
- De acuerdo con los reglamentos vigentes, de competencia de la Liga MX (2025-26) y de participación por formación de la FMF (2021), los equipos de la primera división están limitados a tener registrados en sus planteles un máximo de nueve jugadores no formados en México (NFM), de los cuales solo ocho pueden ser convocados por partido y únicamente siete podrán tener participación. Esta categoría de registro, no solo incluye a los extranjeros, sino también a los mexicanos por naturalización. Los jugadores que obtengan su carta de naturalización durante el torneo, permanecerán con el registro de su nacionalidad de origen hasta el certamen siguiente; no obstante, si un jugador naturalizado participa de un partido de competencia oficial con la selección mexicana, podrá ser registrado como «formado en México» para la campaña siguiente.[28][29]
- En virtud de lo anterior, la nacionalidad expuesta aquí, corresponde a la del registro formal ante la liga, indistintamente de otros criterios como doble nacionalidad, la mencionada naturalización o la representación de un seleccionado nacional distinto al del origen registrado.
- En cumplimiento de lo dispuesto por el artículo 28 del reglamento de competencia, los clubes deberán acumular un mínimo de 1170 minutos jugados por elementos formados en México (FM), nacidos a partir del 1 de enero de 2003; para ello, y de conformidad con los artículos 8, 9 y 10, podrán utilizar jugadores de sus equipos de categorías menores que participan en las Ligas de Fuerzas Básicas; o en caso de tenerlas, de sus filiales de Liga de Expansión, Liga Premier y Liga TDP. Todo lo anterior con el formato de «carnet único», es decir, la autorización formal de la FMF para jugar en todos los equipos ligados a la misma institución. Por lo cual, para los efectos de esta tabla, solo aparecerán los jugadores registrados en la fuente principal (sitio oficial de la Liga MX) para el primer equipo, y no aquellos que en el lapso del certamen disputen partidos para cumplir la regla de menores, sin estar inscritos en el plantel principal.[30]

### Altas y bajas: Apertura 2025
| Altas            | Altas         | Altas                        | Altas        | Altas |
| Jugador          | Posición      | Procedencia                  | Tipo         |       |
| ---------------- | ------------- | ---------------------------- | ------------ | ----- |
| Brian García     | Defensa       | Deportivo Toluca Fútbol Club | Préstamo     |       |
| Luis Quiñones    | Mediocampista | Club Puebla                  | Agente libre |       |
| Víctor Guzmán    | Mediocampista | Club Deportivo Guadalajara   | Préstamo     |       |
| William Carvalho | Mediocampista | Real Betis                   | Agente libre |       |
| Gastón Togni     | Mediocampista | Defensa y Justicia           | Préstamo     |       |
| Robert Kenedy    | Delantero     | Real Valladolid              | Préstamo     |       |
| Alemão           | Delantero     | Real Oviedo                  | Traspaso     |       |
| Jhonder Cádiz    | Delantero     | Club León                    | Préstamo     |       |

| Bajas                | Bajas         | Bajas                      | Bajas           | Bajas |
| Jugador              | Posición      | Destino                    | Tipo            |       |
| -------------------- | ------------- | -------------------------- | --------------- | ----- |
| Carlos Rodas         | Portero       | Club Atlético de San Luis  | Baja            |       |
| Gustavo Cabral       | Defensa       | Bandera de ?               | Retiro          |       |
| Bryan González       | Defensa       | Club Deportivo Guadalajara | Traspaso        |       |
| Alfonso González     | Mediocampista | Atlas Fútbol Club          | Fin de Préstamo |       |
| Santiago Homenchenko | Mediocampista | Querétaro Fútbol Club      | Baja            |       |
| Owen González        | Mediocampista | Club Puebla                | Préstamo        |       |
| Jesús Brígido        | Delantero     | Leones Negros de la UDG    | Traspaso        |       |
| John Kennedy         | Delantero     | Fluminense Football Club   | Fin de préstamo |       |
| Salomón Rondón       | Delantero     | Real Oviedo                | Préstamo        |       |

### Máximos goleadores
| #  | Jugador                   | Período          | Total | LIG | CPA | CDC | CON | LIB | SUD | MER | REC | MDC | INL | SPL |
| -- | ------------------------- | ---------------- | ----- | --- | --- | --- | --- | --- | --- | --- | --- | --- | --- | --- |
| 1  | Franco Jara               | 2015 – 20        | 83    | 66  | 10  | -   | 6   | -   | -   | -   | -   | 1   | -   | -   |
| 2  | Gabriel Caballero         | 1998 – 09        | 69    | 58  | -   | -   | 6   | -   | 2   | 2   | -   | -   | 0   | 1   |
| 3  | Christian Giménez         | 2006 – 09 / 2018 | 66    | 45  | 2   | -   | 6   | -   | 7   | 0   | 2   | 2   | 1   | 1   |
| 4  | Juan Carlos Cacho         | 2004 – 10        | 63    | 53  | -   | 1   | 2   | 1   | 4   | -   | -   | -   | 1   | 1   |
| 5  | Lorenzo Sáez              | 1995 – 97        | 59    | 55  | 4   | -   | -   | -   | -   | -   | -   | -   | -   | -   |
| 6  | Víctor Guzmán             | 2015 – 22        | 57    | 49  | 5   | -   | 2   | -   | -   | -   | -   | 1   | -   | -   |
| 7  | Sergio Santana            | 2000 – 05        | 50    | 44  | -   | 2   | 2   | 2   | -   | -   | -   | -   | -   | -   |
| 8  | Andrés Chitiva            | 2000 – 08 / 2011 | 45    | 37  | -   | -   | 2   | 2   | 2   | -   | -   | -   | 1   | 1   |
| 9  | Hirving Lozano            | 2014 – 17        | 43    | 31  | 3   | -   | 9   | -   | -   | -   | -   | -   | -   | -   |
| 9  | Francisco Moacyr          | 1967 – 71        | 43    | 38  | 5   | -   | -   | -   | -   | -   | -   | -   | -   | -   |
| 10 | Hernán Medford            | 1994 – 97        | 39    | 36  | 3   | -   | -   | -   | -   | -   | -   | -   | -   | -   |
| 10 | Jesús Zárate              | 1967 – 70        | 39    | 38  | 1   | -   | -   | -   | -   | -   | -   | -   | -   | -   |
| 11 | Salomón Rondón            | 2024 - 25        | 36    | 25  | 1   | -   | 9   | -   | -   | -   | -   | 1   | -   | -   |
| 12 | Nicolás Ibáñez            | 2021 – 23        | 35    | 35  | -   | -   | -   | -   | -   | -   | -   | -   | -   | -   |
| 13 | Damián Álvarez            | 2006 – 10        | 33    | 22  | -   | -   | 4   | 1   | 4   | -   | -   | 1   | -   | 1   |
| 14 | Édgar Benítez             | 2009 – 11        | 30    | 21  | -   | -   | 5   | -   | -   | -   | -   | -   | 4   | -   |
| 15 | Ariel Nahuelpán           | 2014 – 16        | 29    | 23  | 1   | -   | 5   | -   | -   | -   | -   | -   | -   | -   |
| 16 | Juan Manuel Medina        | 1969 – 72        | 27    | 27  | -   | -   | -   | -   | -   | -   | -   | -   | -   | -   |
| 17 | Alejandro Glaría          | 1998 – 00        | 26    | 26  | -   | -   | -   | -   | -   | -   | -   | -   |     | -   |
| 18 | Jorge "Tepo" Rodríguez    | 1968 – 72        | 25    | 23  | 2   | -   | -   | -   | -   | -   | -   | -   | -   | -   |
| 19 | Ulises Mendívil           | 2009 – 11        | 23    | 14  | -   | -   | 9   | -   | -   | -   | -   | -   | -   | -   |
| 20 | Érick Gutiérrez           | 2014 – 18        | 23    | 17  | 1   | -   | 5   | -   | -   | -   | -   | -   | -   | -   |
| 21 | Francisco Gabriel de Anda | 2000 – 05        | 23    | 22  | -   | -   | -   | -   | -   | -   | -   | -   | 1   | -   |
| 22 | Roberto de la Rosa        | 2017             | 22    | 19  | 2   | -   | -   | -   | -   | -   | -   | 1   | -   | -   |
| 22 | Juan Arango               | 2002 – 03        | 22    | 16  | -   | -   | 4   | -   | -   | -   | -   | -   | 2   | -   |
| 22 | Pablo Hernán Gómez        | 1999 – 01        | 22    | 21  | -   | -   | -   | -   | -   | 1   | -   | -   | -   | -   |
| 23 | Érick Sánchez             | 2016 – 24        | 21    | 20  | 1   | -   | -   | -   | -   | -   | -   | -   | -   | -   |
| 23 | Walter Silvani            | 2001 – 03        | 21    | 19  | -   | -   | 2   | -   | -   | -   | -   | -   | -   |     |
| 23 | Luis Ángel Landín         | 2004 – 08        | 21    | 19  | -   | -   | 1   | -   | -   | -   | -   | -   | 1   | -   |
| 24 | Juan González Martínez    | 1970 – 73        | 20    | 20  | -   | -   | -   | -   | -   | -   | -   | -   | -   | -   |
| 25 | Jonathan Urretaviscaya    | 2015 – 17        | 19    | 13  | 2   | -   | 3   | -   | -   | -   | -   | 1   | -   | -   |

Actualizado al 10 de junio de 2024. Se contabilizan todos los goles incluyendo Liga MX y Ascenso MX (Sáez y Medford).
Simbología
LIG: Liga

CPA: Copa México

CDC: Copa Campeón de Campeones

CON: Copa/Liga de Campeones de la Concacaf

LIB: Copa Libertadores de América

SUD: Copa Sudamericana

MER: Copa Merconorte

REC: Recopa Sudamericana

MDC: Copa Mundial de Clubes de la FIFA

INL: Pre Pre Libertadores e InterLiga

SPL: SuperLiga

## Uniforme

### Evolución del uniforme
| Primera equipación | (Ver evolución) | Uniforme Actual |

### Uniformes actuales
- Uniforme local: Camiseta a rayas blancas y azul marino en forma horizontal. Pantalón y medias azul marino con detalles en celeste.
- Uniforme visitante: Camiseta color naranja con detalles en blanco y patrones del Reloj Monumental de Pachuca. Pantalón y medias en color blanco con detalles naranjas
- Tercer uniforme: Camiseta color celeste con patrones de color azul marino diversos representando parte de la cultura de Hidalgo, formando a la mascota del club, "Pachus". Pantalón y medias en color celeste que en ocasiones es cambiado por un conjunto en color blanco.
- Copa Intercontinental Uniforme Local: Camiseta color blanca con una barra vertical de color azul marino en el centro y barras azul marino en ambos costados. Pantalón y medias en color blanco con detalles azul marino.
- Copa Intercontinental Uniforme Vistante: Camiseta color azul marino con un contorno de líneas en azul eléctrico, detalles d eborde en las mangas en azul eléctrico. Pantalón y medias en color azul marino.

| Primer Uniforme | Segundo Uniforme | Copa Intercontinental Local | Copa Intercontinental Visita |

### Uniformes de Porteros
Existen tres conjuntos del uniforme de portero actual, los tres tienen un patrón diverso de figuras geométricas a lo largo del uniforme, lo que cambia son los colores generales, siendo uno en color amarillo, otro en negro y otro en blanco.
| Primer Uniforme | Segundo Uniforme | Tercer Uniforme |

### Uniformes anteriores
- 2023-2024

| Primer Uniforme | Segundo Uniforme | Tercer Uniforme |

* 2022-2023
| Primer Uniforme | Segundo Uniforme | Tercer Uniforme | Cuarto Uniforme |

- 2021-2022

| Primer Uniforme | Segundo Uniforme | Tercer Uniforme |

- 2020-2021

| Primer Uniforme | Segundo Uniforme | Tercer Uniforme |

- 2019-2020

| Primer Uniforme | Segundo Uniforme | Tercer Uniforme |

- 2018-2019

| Primer Uniforme | Segundo Uniforme | Tercer Uniforme |

- 2017-2018

| Primer Uniforme | Segundo Uniforme | Tercer Uniforme |

| Período       | Patrocinio |
| ------------- | ---------- |
| 2025-Presente | Skechers   |
| 2018-2024     | Charly     |
| 2010-2018     | Nike       |
| 2004-2010     | Puma       |
| 1997-2004     | Atletica   |

| Período       | Patrocinio         |
| ------------- | ------------------ |
| 1997-2008     | Cemento Cruz Azul  |
| 1997-2001     | Corona Extra       |
| 2001-2004     | Cerveza Sol        |
| 2008-2013     | Gamesa             |
| 2004-presente | Office Depot       |
| 2004-presente | ADO                |
| 2012-2013     | Cerveza Tecate     |
| 2013-presente | Cementos Fortaleza |
| 2013-presente | Corona Extra       |
| 2022-presente | JAC Motors         |

## Entrenadores

### Entrenadores campeones
| - Torneos Nacionales - Primera División de México - Javier Aguirre: Invierno 1999. - Alfredo Tena: Invierno 2001. - Víctor Manuel Vucetich: Apertura 2003. - José Luis Trejo: Clausura 2006. - Enrique Meza: Clausura 2007. - Diego Alonso: Clausura 2016. - Guillermo Almada: Apertura 2022. | - Torneos Internacionales - Alfredo Tena: (2002) Copa de Campeones. - Enrique Meza: (2006) Copa Sudamericana, (2007) Copa de Campeones, (2007) SuperLiga Norteamericana y (2008) Copa de Campeones. - Guillermo Rivarola: (2010) Liga de Campeones de la Concacaf. - Diego Alonso: (2017) Liga de Campeones de la Concacaf. - Guillermo Almada: (2024) Copa de Campeones de la Concacaf, (2024) Derbi de las Américas de la FIFA y (2024) Copa Challenger de la FIFA. |

### Estructura deportiva
| - Presidente Club Pachuca - Armando Martínez Patiño - Vicepresidente Club Pachuca: - Martín Peláez - Director Deportivo: - Ivan Alonso - Director Deportivo de las Fuerzas Básicas: - Alfredo Altieri - Director Técnico Sub-20: - Claudio Aguilera - Director Técnico Sub-17: - Wout Westerhoff - Director Técnico Sub-15: - Jesús González - Director de Ciencia y Deporte: - Juan José Diaz - Director Técnico Primer Equipo: - Jaime Lozano - Auxiliar Técnico: - Preparador Físico Primer Equipo: | - - Gabriel Montoya - Secretario Técnico: - Humberto Gándara Muñoz - Segundo Auxiliar Técnico: - Darwin Quintana - Entrenador de Arqueros: - Diego Cejas - Director de Servicios Médicos: - Fernando Márquez - Kinesiólogo: - Iván Álvarez - Nutriologo: - Elisa Ceñal - Rehabilitador: - Óscar Rosas - Masajista: - Luis Esponda - Auxiliar de Masajista: - Rolando García - Utileros: - José Hernández - Roberto García - Guadalupe Ortega - Chofer: - José Luis Gutiérrez |

## Palmarés

### Época amateur
| Competición nacional            | Títulos                    | Subcampeonatos                                                 |
| ------------------------------- | -------------------------- | -------------------------------------------------------------- |
| Liga Mexicana de Football (3/7) | 1904-05, 1917-18, 1919-20. | 1908-09, 1910-11, 1911-12, 1912-13, 1914-15, 1915-16, 1916-17. |
| Copa Tower (2/3)                | 1907-08, 1911-12.          | 1908-09, 1909-10, 1915-16.                                     |

### Época profesional
| Competición nacional                                        | Títulos                                                                                                  | Subcampeonatos                                            |
| ----------------------------------------------------------- | --- | --------------------------------------------------------- |
| Primera División de México (7/4)                            | Invierno 1999, Invierno 2001, Apertura 2003, Clausura 2006, Clausura 2007, Clausura 2016, Apertura 2022. | Verano 2001, Clausura 2009, Clausura 2014, Clausura 2022. |
| Copa México (0/1)                                           | | Apertura 2017.                                            |
| Campeón de Campeones (0/4)                                  | | 2003-04, 2005-06, 2015-16, 2022-23.                       |
| Liga de Ascenso de México (2/1)                             | 1995-1996, Invierno 1997.                                                                                | 1994-1995.                                                |
| Campeón de Ascenso (1/0)                                    | 1997-1998.                                                                                               |                                                           |
| Segunda División de México (2/3)                            | 1966-1967, 1991-1992.                                                                                    | 1984-1985, 1985-1986, 1990-1991.                          |
| Copa de la Segunda División de México (2/0)                 | 1963-64, 1965-66.                                                                                        |                                                           |
| Campeón de Campeones de la Segunda División de México (0/2) | | 1965-66, 1966-67.                                         |

| Competición internacional                                | Títulos                                   | Subcampeonatos |
| -------------------------------------------------------- | ----------------------------------------- | -------------- |
| Copa Intercontinental de la FIFA (0/1)                   |                                           | 2024.          |
| Copa Challenger de la FIFA (1/0)                         | 2024.                                     |                |
| Derbi de las Américas de la FIFA (1/0)                   | 2024.                                     |                |
| Liga de Campeones/Copa de Campeones de la Concacaf (6/0) | 2002, 2007, 2008, 2009-10, 2016-17, 2024. |                |
| Copa Sudamericana (1/0)                                  | 2006.                                     |                |
| Recopa Sudamericana (0/1)                                |                                           | 2007.          |

### Torneos amistosos
- SuperLiga Norteamericana (1): 2007.
- Copa Pachuca (6): 2000, 2004, 2009, 2011, 2013-V, 2014.[32]
- Trofeo Reyno de Navarra (1): 2002.
- Copa Amistad Silverbacks (1): 2007.
- Trofeo Centenario de Torreón (1): 2007.
- Copa Carlsberg (1): 2008.
- Trofeo Santos Laguna 25 Aniversario (1): 2008.
- Trofeo 25 aniversario del Estadio La Corregidora (1): 2010.
- Copa 100 años de la UNAM (1): 2010.
- Copa Centenario Real Club España (1): 2012.
- Copa Durango 450 (1): 2013.
- Copa Telcel (1): 2020.
- Copa Rematch (1): 2021.
- Copa por la Paz (1): 2024.
- Challenge Super Cup (1): 2025.

### Fuerzas básicas
- Segunda División de México (3): Clausura 2004, Apertura 2006,[33] Apertura 2007.[34]
- Tercera División de México (1): 2013-14
- Campeón de ascenso de Segunda División de México (3): 2004, 2007, 2008.
- VIII Torneo de fútbol júnior Shizuoka (en Japón) (1): 2007.[35]
- Torneo sub 20 (2): Clausura 2014, Clausura 2015.
- Torneo sub 17 (3): Apertura 2012,[36] Clausura 2013,  Clausura 2016.
- Torneo sub 13 (1): Clausura 2013.
- Torneo Nacional sub 15 (5): Verano 2010,[37] Invierno 2012,[38] Verano 2012,[39] Clausura 2016, Apertura 2017
- Gyeongju Youth Soccer Tournament (1): 2011.[40]
- Copa de naciones Danone (1): 2010.
- Copa Danone Sub 12 (2): 2010, 2011.
- Manchester United Premier Cup (Inglaterra) (1): 2011.[41][42]

## Filiales
- Alto Rendimiento Tuzo
- Tuzos Jrz
- Centro Universitario del Fútbol
- Pachuca Segunda División
- Tlaxcala FC
- Club León[43]
- Sub 20
- Sub 17
- Sub 15
- Pachuca 93
- Sub 16
- Sub 13/14